# Svenska kungahusets smycken

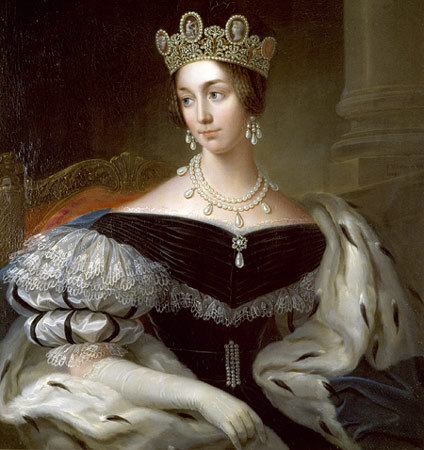
Drottning Josefina bär Kamédiademet och pärlhalsbandet, av vilka det senare nu har lämnat svenska kungafamiljen.

Svenska kungahusets smycken avser smycken som ägs eller har ägts av medlemmar av det svenska kungahuset eller av de Bernadotteska familjestiftelserna. De svenska riksregalierna, vilka har en symbolisk betydelse och inte är att betrakta som smycken, ägs däremot av svenska staten.
Smyckena bärs officiellt vid tillfällen som statsbesök, Nobelbanketten, årliga kungliga middagar på Stockholms slott, vid bröllop och andra högtidligheter. Drottning Silvia bar ett av kungahusets smycken (prinsessan Sibyllas diadem) för första gången kvällen före sitt bröllop 1976. Kronprinsessan Victoria och prinsessan Madeleine bar diadem för första gången det år de fyllde 18. År 2015 bar Sofia Hellqvist ett diadem för första gången dagen då hon vigdes med prins Carl Philip.
Smyckena tas hand om av hovjuvelerare W.A. Bolin som rengör och reparerar dem.

Fram till 1974 bar kungligheterna och hovdamer diadem vid Riksdagens högtidliga öppnande. 

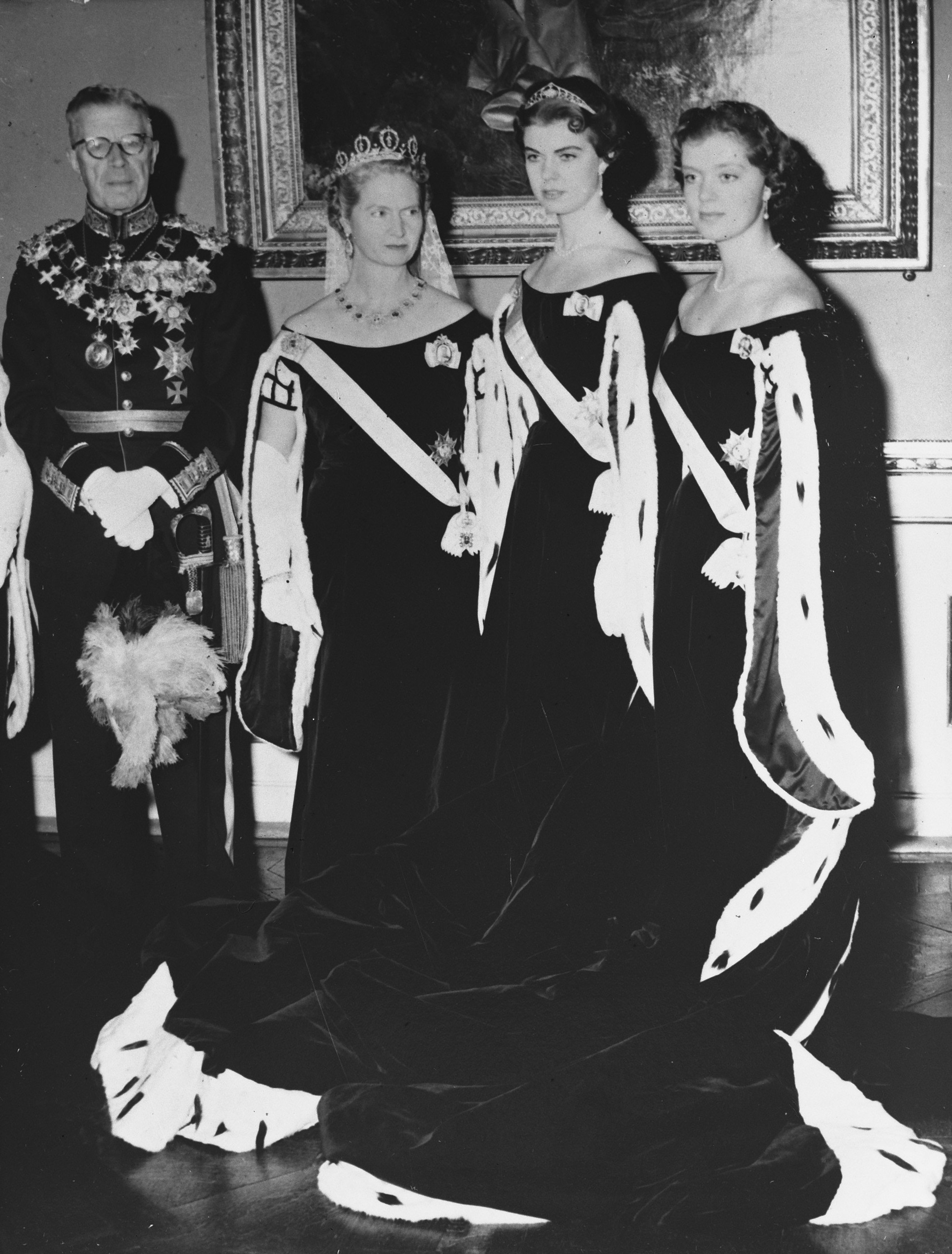
Prinsessan Sibylla bär Sibylladiademet och Bernadottesmaragderna. En av prinsessorna bär drottning Louises diadem.

## Historik
Flera av smyckena har ursprung från Napoleon I:s första hustru Joséphine de Beauharnais som var farmor till den svenska drottningen Josefina av Leuchtenberg. Victoria av Baden har utökat den svenska samlingen liksom kronprinsessan Margareta av Sverige.
Karl XIV Johan skapade ett smycke-fideikommiss som skulle stå till drottningens disposition, så att samlingen kunde utökas men aldrig bli mindre. Detta betydde att smyckena som en gång har tillhört samlingen inte heller kunde ges bort. Oscar II omvandlade i slutet av 1800-talet smyckefideikommisset till en stiftelse, vilken nu är en del av de Bernadotteska familjestiftelserna liksom en stiftelse skapad av Gustaf V och drottning Victoria. Dessa smycken tillhör således inte de svenska kungligheterna privat, men de har möjlighet att låna dem från stiftelsen för att bära dem.
De Bernadotteska familjestiftelsernas smycken har ställts ut en gång 1976–1977 i samband med bröllopet mellan Carl XVI Gustaf och drottning Silvia.

## Garnityr
Garnityr (parure) är en beteckning för en av flera delar med gemensam form och dekor sammansatt uppsättning smycken. Det kan innehålla diadem, halsband, örhängen, två armband och brosch. Ett mindre garnityr består av färre delar och kan kallas demi-parure.
I den svenska kungahusets smyckesamling finns både historiska och moderna garnityr.

### Joséphine de Beauharnais kamégarnityr

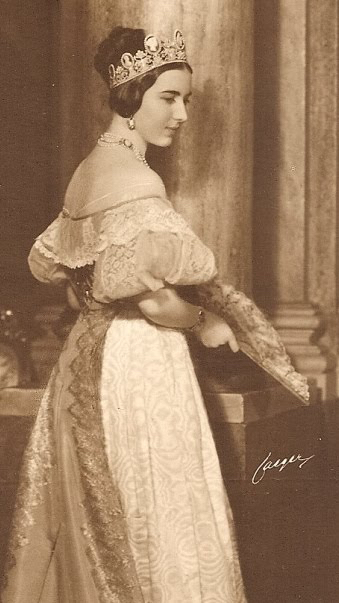
Prinsessan Ingrid av Sverige bär kamégarnityret vid en bal.

Det så kallade kamégarnityret består av diadem, halsband, örhängen, brosch och två armband. Garnityret är gjort i flera material som guld, pärlor, briljanter och stora kaméer. Det var en gåva från kejsar Napoleon I till hans hustru Joséphine de Beauharnais omkring 1805.
Det kom att ärvas av kejsarinnan Joséphines sondotter, drottning Josefina, gift med Oscar I. När drottning Josefina dog 1876 testamenterade hon i sin tur hela kamégarnityret till sin enda dotter prinsessan Eugénie som gav smyckena i arv 1889 till brorsonen prins Eugen. Prinsessan Sibylla fick dem som gåva av prins Eugen vid sitt bröllop med Gustaf Adolf 1932. Sibylla testamenterade smyckena till sin ende son (Carl XVI Gustaf) och de bärs idag av drottning Silvia. Smyckena ingår inte i de Bernadotteska familjestiftelserna.
Drottning Ingrid av Danmark bar garnityret vid en bal på 1930-talet, där hon föreställde drottning Josefina av Sverige. 
Drottning Silvia har gjort en förändring i halsbandet; hon tog bort en av de fyra pärlraderna i det. När drottning Silvia bär kamégarnityret brukar hon inte blanda det med några andra smycken. Vid Nobelbanketten 1992 bar hon smyckena för första gången vid dessa festligheter. De har även burits senare vid Nobelbanketten 1996, 1998 och 2005.
Vid det spanska statsbesöket till Sverige i november 2021 bar drottning Silvia Joséphine de Beauharnais kamégarnityret vilket är ovanligt då hon brukar bära det Brasilianska diademet vid statsbesök från andra kungligheter. Det var även första gången diademet bars sedan kronprinsessan Victorias bröllop 2010. 

#### Vid bröllop
Diademet bars av drottning Silvia som brudkrona den 19 juni 1976. Det har även burits av prinsessan Birgitta och prinsessan Désirée vid deras respektive bröllop. 2010 bar även kronprinsessan Victoria kamédiademet samt de tillhörande örhängena och armbandet vid sitt bröllop.

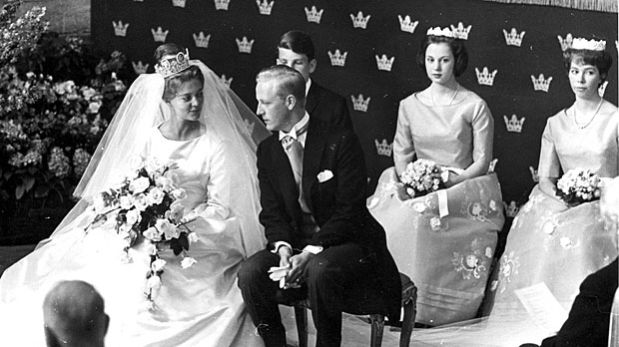
Prinsessan Birgittas bröllop 1961.
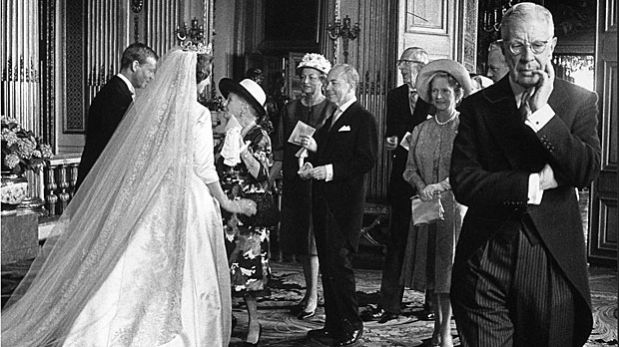
Prinsessan Désirées bröllop 1964.
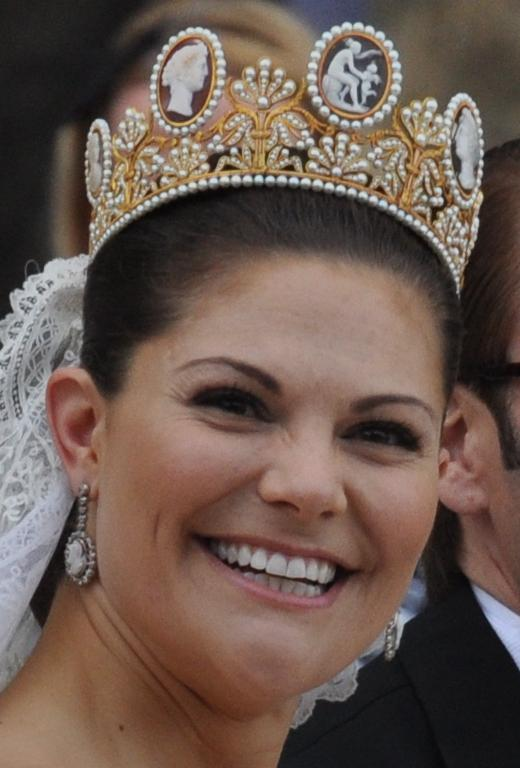
Kronprinsessan Victoria bar Joséphine de Beauharnais kamégarnityr vid sitt bröllop 2010.

### Leuchtenbergska safirgarnityret
Drottning Josefina av Sverige ärvde smyckena av sin mor Augusta Amalia, hertiginna av Leuchtenberg. Troligtvis har smyckena skapats av Marie-Etienne Nitot i Paris. Därefter gick smycket till drottning Sofia, men det finns inte dokumenterat att hon burit garnityret. Vidare blev drottning Victoria den sista som ägde dem privat. Efter hennes död 1930 fördes de in i Bernadotteska familjestiftelserna. 

Leuchtenbergska safirgarnityret består av ett diadem, halsband, örhängen, brosch och hårnålar. Diademet är indelat i elva delar för att få en flexibel form. Diademet kan bäras i en bred, öppnare form på huvudet eller i en cirkulär form. På ett porträtt av drottning Josefina finns en version av detta diadem med pärlor. Då diademet undersöktes 2006 fann man att safirerna kan tas bort och ersättas av pärlor. De örhängen som idag tillhör garnityret är inte original. Dessa försvann under drottning Victorias tid och drottning Louise lät efter Victorias död beställa nya safirörhängen av två av de fyra hårnålar som fanns i garnityret. 

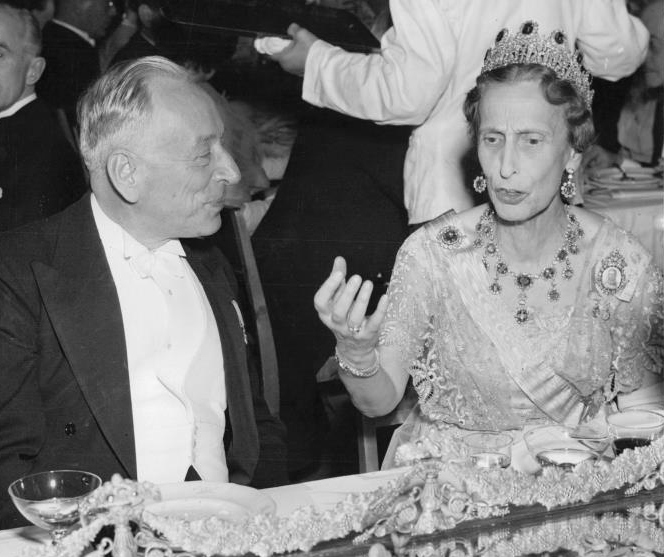
Drottning Louise bär Leuchtenbergska safirerna
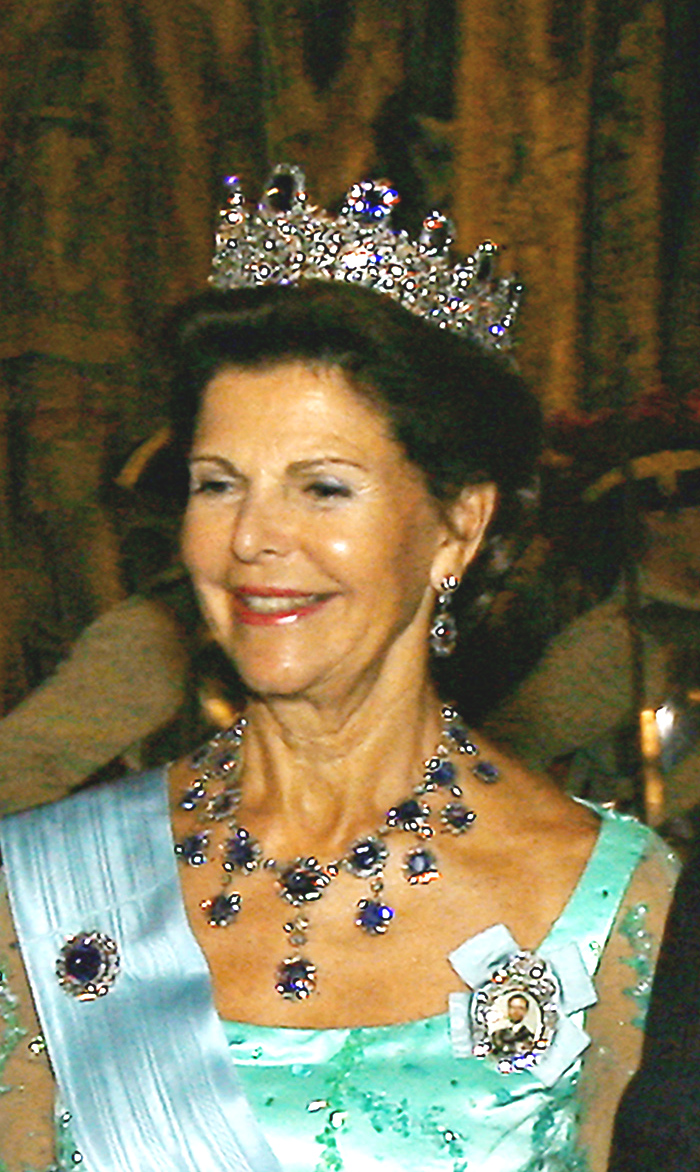
Drottning Silvia bär Leuchtenbergska safirgarnityret.

Garnityret har senare burits av drottning Louise, prinsessan Sibylla, och vid ett tillfälle, det nuvarande kungaparets bröllop 1976, bars det av prinsessan Birgitta. Safirerna bärs idag enbart av drottning Silvia och hon brukar inte blanda med några andra smycken. Vid Nobelbanketterna har Silvia burit safirgarnityr flitigt, för första gången 1978 och senare 1981, 1984, 1985, 1988, 1990, 1991, 1993, 2001, 2004, 2006, 2010, 2012, 2014 och 2016.

### Stålgarnityret

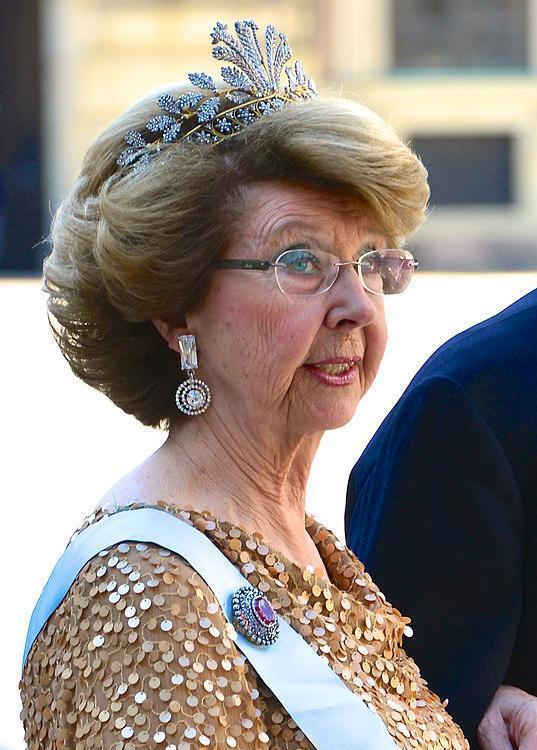
Prinsessan Désirée med ståldiademet.

Stålgarnityret är inte gjort av ädelstenar utan av stål och förgylld mässing. Det finns ett tillhörande halsband som drottning Silvia endast burit vid två tillfällen. Det sägs att drottning Silvia fann smycket undangömt i ett gammalt skåp på slottet. Den första som dokumenterat burit diademet är drottning Silvia vid det österrikiska statsbesöket 1979. 
Idag bärs det av kronprinsessan Victoria men även av prinsessan Christina och drottning Silvia vid enstaka tillfällen. Prinsessan Lilian bar diademet vid ett tillfälle, Nobelbanketten 1984. På engelska kallas diademet "Napoleonic Cut-Steel Tiara".
Vid prinsessan Madeleines bröllop 2013 bar prinsessan Désirée ståldiademet.
Kronprinsessan Victoria bar ståldiademet vid Nobelbanketten första gången 2004, därefter 2010 och 2016.

#### Lilla stålsetet
Detta set består av ett diadem och en hårkam av stål. Det ska vara delar ur ovanstående stålset enligt en artikel i det kungliga magasinet. Setet har burits av kronprinsessan Victoria sedan oktober 2012 vid bröllopet i Luxemburg, men även vid Nobelbanketten på slottet 2012 och vid statsbesöket från Turkiet 2013. Ståldiademet bars för första gången av prinsessan Sofia 2016 och prinsessan Christina 2017.

### Ametistgarnityret
Ametistgarnityret är ett smyckeset gjort av ametister, diamanter och guld. Garnityret omfattar ett diadem som tidigare var ett halsband, armband, örhängen och två broscher. Den första bild på en svensk kunglighet som bär garnityret föreställer drottning Louise. Drottning Silvia var den första som bar ametisthalsbandet som ett diadem i början av 1980-talet.
Kronprinsessan Victoria bar armbanden som halsband för första gången vid en stor fest på kungliga slottet vid millennieskiftet. Senare bar hon diademet vid ett statsbesök i Finland 2000. Idag bärs det av drottning Silvia och kronprinsessan Victoria men på senare år har kungens syster prinsessan Désirée lånat garnityret bland annat på kronprinsessans bröllop. Garnityret tillhör idag de Bernadotteska familjestiftelserna.
Vid Nobelbanketten har Silvia endast burit garnityret vid två tillfällen, 1986 och 2022. Victoria har burit endast delar av garnityret vid två Nobelbanketter, 2008 broschen och 2009 örhängena, bar hon halsbandet utan kläpp, brosch, örhängen och armbandet.
Vid Nobelbanketten den 10 december 2012 bars garnityret av prinsessan Madeleine för första gången, därefter även år 2017.. Under det kanadensiska statsbesöket i Sverige i februari 2017 bars diademet av prinsessan Sofia.

### Rosa ädeltopasgarnityret
Garnityret består av ett halsband, brosch och ett corsage gjorda i briljanter och rosa ädeltopaser som kom till Sverige med Victoria av Baden. Smyckena har sitt ursprung i Ryssland; de tre smyckena troddes först vara beställda av tsar Paul I. Men han avled 1801, smyckena tillverkades omkring 10 år senare. Hans gemål änkekejsarinnan Maria Fjodorovna beställde dem till dottern Maria Pavlovna som gåva när hon 1811 födde dottern Augusta . Augusta fick i sin tur smyckena i arv eller gåva 1829 då hon gifte sig med den blivande kejsaren Vilhelm I av Tyskland.
Kejsarparets dotter Louise ingick äktenskap med Fredrik I av Baden 1856 och det rosa ädeltopasgarnityret kom då till Karlsruhe. År 1923 ärvde sedan Sveriges drottning, Victoria sin mormorsmors smycken. 
Prinsessan Sibylla saknade örhängen till garnityret och lät ordna så att de två yttre kläpparna på corsaget kunde hakas av och även bäras som örhängen.
Detta garnityr har burits av drottning Silvia vid Nobelbanketten 1977, 1983, 1999, 2003, och 2008.

## Demi-parure

### Stora Bernadottepärlsetet
Halsbandet består idag av 26 nötstora, gråtonade orientaliska pärlor med ett briljantlås. Från början fanns det 36 pärlor och tre droppformade pärlor som användes som kläppar till halsbandet. Det var drottning Victoria som lät korta av halsbandet. Idag finns det även ett par pärldroppörhängen som matchar.

Drottning Silvia bar halsbandet och örhängena på kronprinsessans myndighetsförklaring i rikssalen 14 juli 1995 och vid dotterdottern Estelles dop i slottskyrkan 22 maj 2012. 

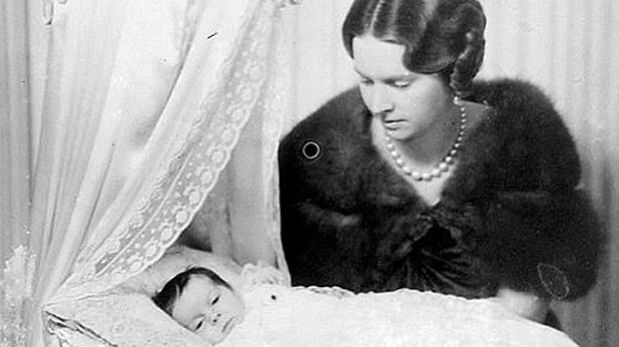
Prinsessan Sibylla bär Bernadotte pärlhalsbandet.
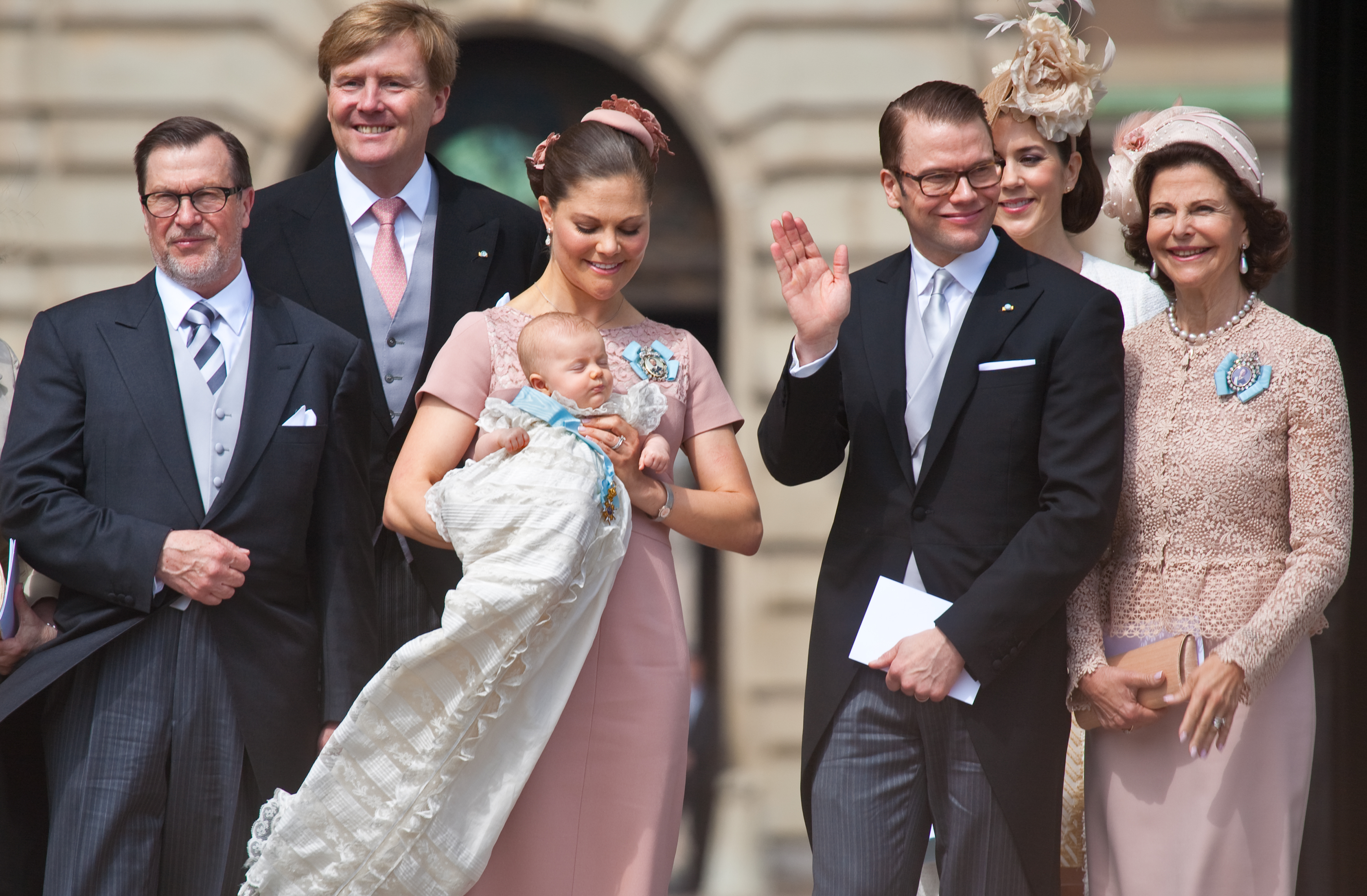
Drottning Silvia bär Bernadottepärlorna (halsbandet och örhängerna).

### Bernadotteska smaragdsetet
Smycket är ett så kallat juvelskärp av briljanter och smaragder. Den stora brosch som idag ingår i samlingen är från början ett spänne för skärpet. Idag består halsbandet av 16 rosetter som arrangerades till prinsessan Sibylla. Det är dokumenterat att drottning Sofia har burit halsbandet.
Silvia har burit den större broschen som ett spänne vid ett statsbesök i Saudiarabien men då som skärpspänne till ett sidenband.
Silvia har sällan burit smaragderna vid Nobelbanketten men 1987 bar hon halsbandet och den stora broschen som höll Serafimerbandet på plats.
Vid Nobelbanketten 2012 bar kronprinsessan Victoria smaragdsetets samtliga delar för första gången.

## Diadem

### Kröningsdiademet,  eller Brasilianska diademet
Kröningsdiademet, eller det brasilianska diademet, tillhörde kejsarinnan Amalie av Brasilien och som enda arvinge fick systern, drottning Josefina av Sverige, ärva smycket 1873.
Drottning Louise bar detta diadem till riksdagens högtidliga öppnande under sin tid som drottning. På det allra första officiella fotot bar den nya drottningen Silvia detta diadem och har fortsatt göra det på sådana foton. Det finns några tillfällen då hon burit de Leuchtenbergska safirgarnityret på officiella porträtt.
Drottning Silvia bär det oftast vid statsbesök från andra monarker eller högtidliga sammankomster. Vid ett tillfälle har hon burit det utomlands, vid statsbesöket i Danmark 2007. Hon bar det stora diademet vid kronprinsessans bröllop 2010. På engelska kallas det "Braganca diamond tiara".
Det väger ca 800 gram.

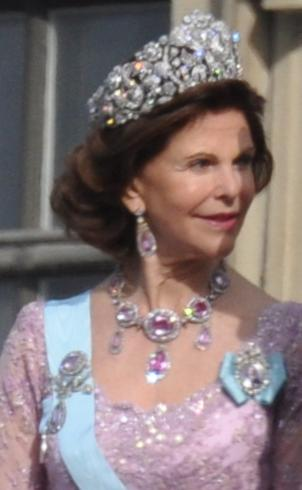
Drottning Silvia bär Kröningsdiademet och Rosa ädeltopasgarnityret.
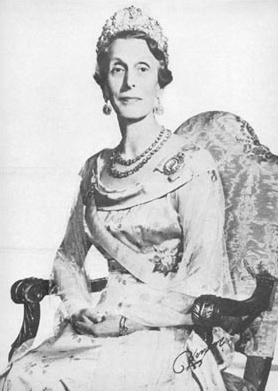
Drottning Louise bär Kröningsdiademet.
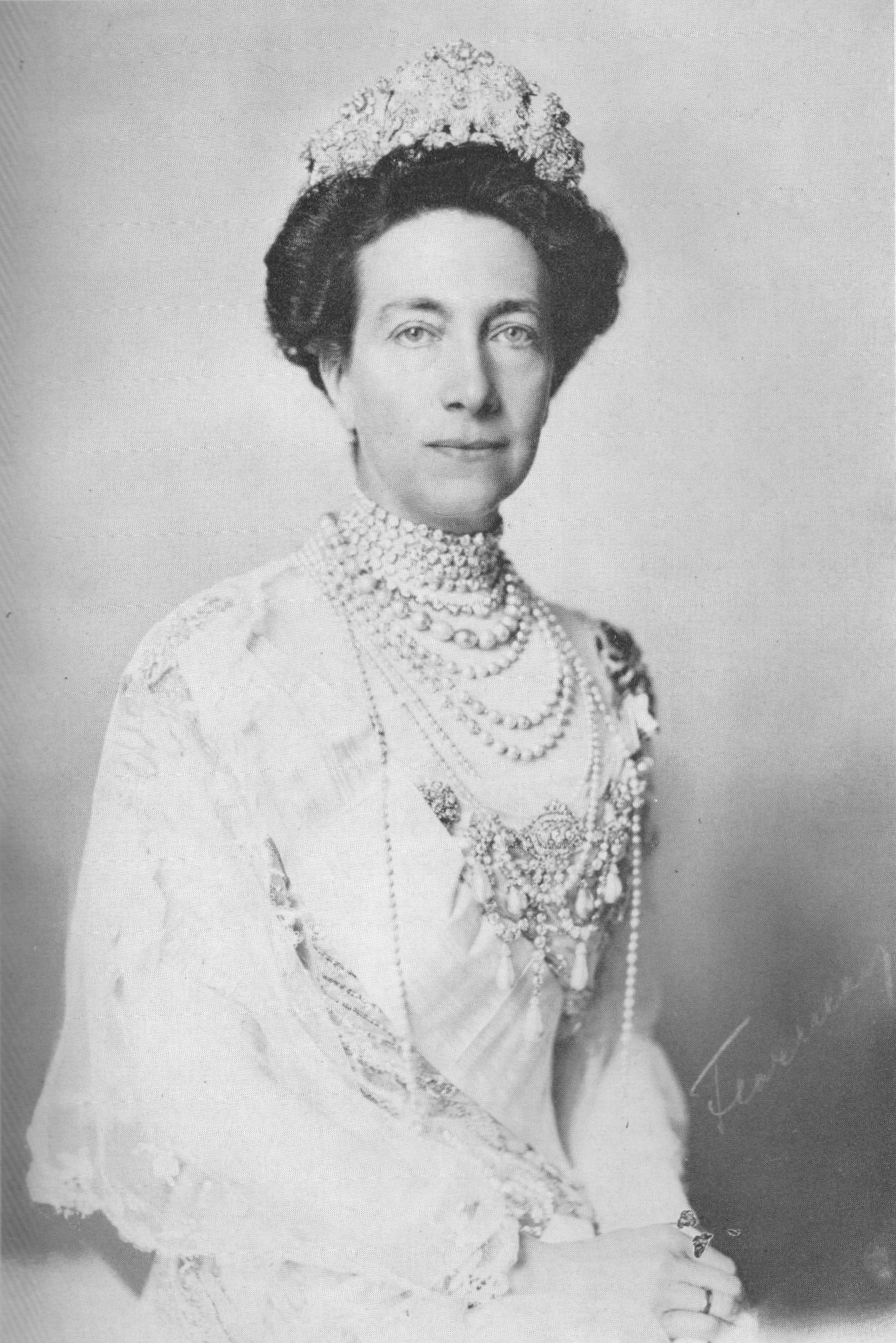
Drottning Victoria bär Kröningsdiademet.
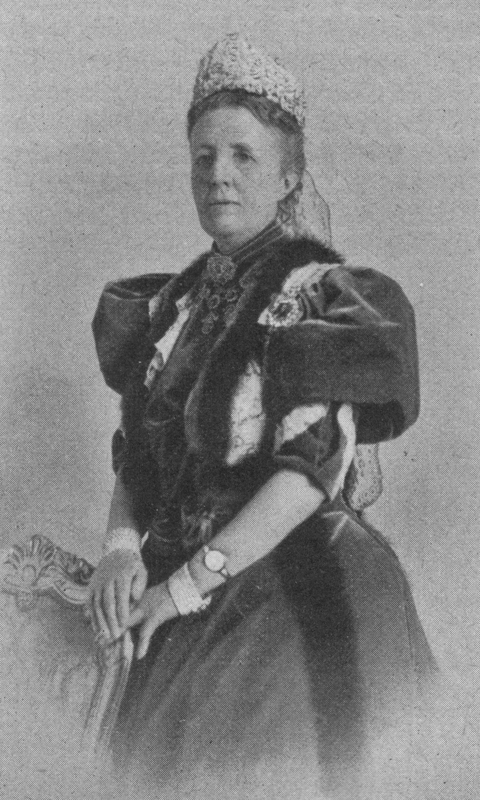
Drottning Sofia bär Kröningsdiademet.
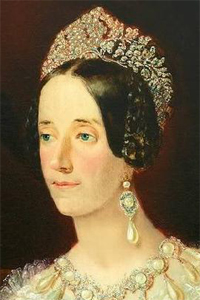
Drottning Josefina bär Kröningsdiademet.

### Rosettdiademen
Det finns två diadem som är utformade på samma sätt med diamantrosetter, fyrknappsdiademet och Karl Johan-diademet (sexknappsdiademet). Men rosetterna som kallas knappar är inte identiska. Utöver dessa 10 diamantrosetter finns det två som kan användas som hängen för halsband.

#### Fyrknappsdiademet
Fyrknappsdiademets rosetter påminner mer om stjärnor. De fyra diamantrosetterna kom att omvandlas till ett diadem till det norska statsbesöket 1959; det bars av prinsessan Margaretha vid galamiddagen. Diademet användes av samtliga hagaprinsessor. Detta diadem har aldrig använts av drottning Silvia, men används av hennes döttrar. Kronprinsessan Victoria använde Fyrknappsdiademet på Nobelbanketten första gången 1997, sedan 1998, 2003 och 2012. Prinsessan Madeleine bar det under Nobelbanketten 2009.  
Det har även använts av prinsessan Sofia sedan 2016.

#### Karl Johan-diademet

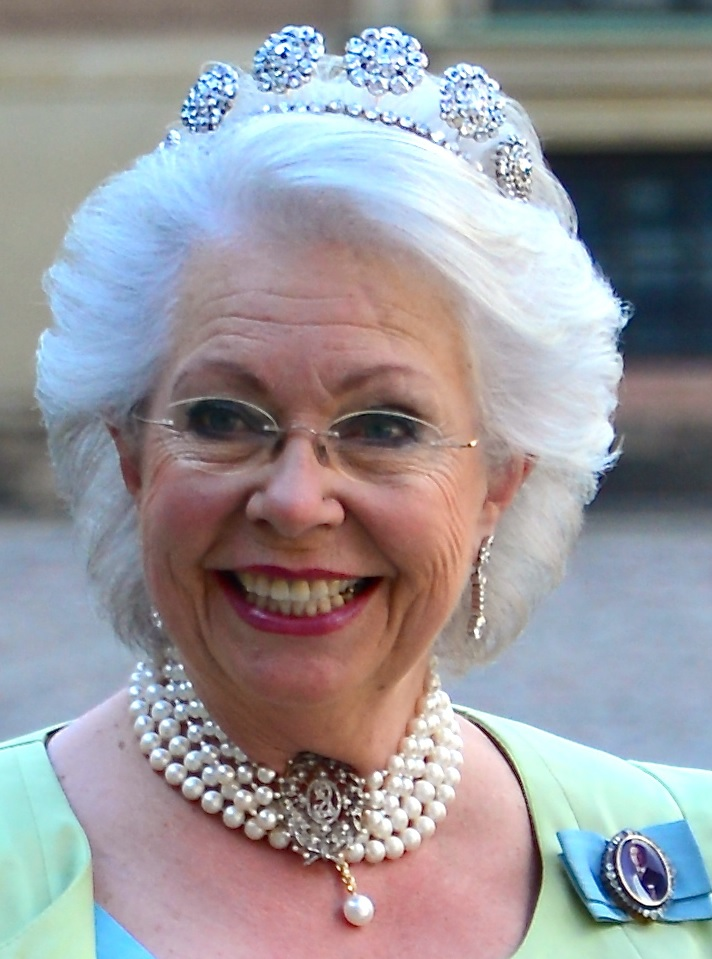
Prinsessan Christina med Karl Johan-diademet.

Karl Johan-diademet kallas även sexknappsdiademet. De sex knapparna i det andra diademet är designade mer som blommor med små löv. De kan spåras till kung Karl XIV Johan som lät fästa dessa diamantrosetter på Erik XIV:s kungakrona från 1560 inför sin kröning 1818. Under kung Gustaf V:s regeringstid restaurerades kungakronan, diamantrosetterna togs bort och omarbetades till ett halsband för kronprinsessan Margareta. 
Drottning Victoria av Sverige påbörjade arbetet för att skapa ett diadem, men det kom att bli verklighet först på 1970-talet. Den första som bar diademet var prinsessan Lilian. Diademet har senare använts av drottning Silvia vid ett tillfälle, idag används det av prinsessorna Victoria, Madeleine och Christina.
Prinsessan Christina bar detta diadem vid kronprinsessan Victorias bröllop 2010. Hon bar det även vid prinsessan Madeleines bröllop 2013.
Kronprinsessan Victoria bar Karl Johan-diademet vid Nobelbanketten första gången 2007 sedan 2009, 2011 och 2022.

### Drottning Sofias diadem
Diademet kom till Sverige med drottning Sofia. Det är ett diamantdiadem som används framför allt av drottning Silvia. Det solfjäderformade diademet tros från början ha varit en juvelkam som omarbetades i slutet av 1800-talet. Prinsessan Margaretha bar diademet under sin brors bröllop 1976. Vid kronprinsessan Victorias bröllop bars det av prinsessan Birgitta. Vid ett tillfälle bars det av prinsessan Lilian, Nobelbanketten 1977. På engelska kallas diademet "Nine prong tiara".
Drottning Silvia har använt det vid flera Nobelbanketter, hennes första 1976 och därefter 1979, 1982, 1983, 1987, 1989, 1994, 1995, 1997, 1999, 2000, 2002, 2007, 2009, 2011, 2013, 2015, 2017, 2018, 2019 och 2023. Hon bar drottning Sofias diadem vid prinsessan Madeleines bröllop 2013.

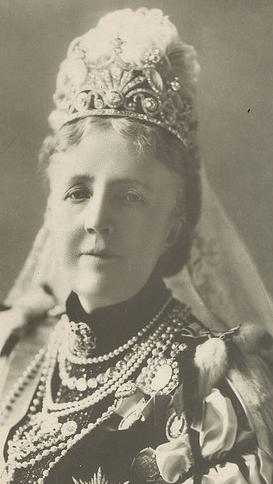
Drottning Sofia med diademet som idag bär hennes namn.
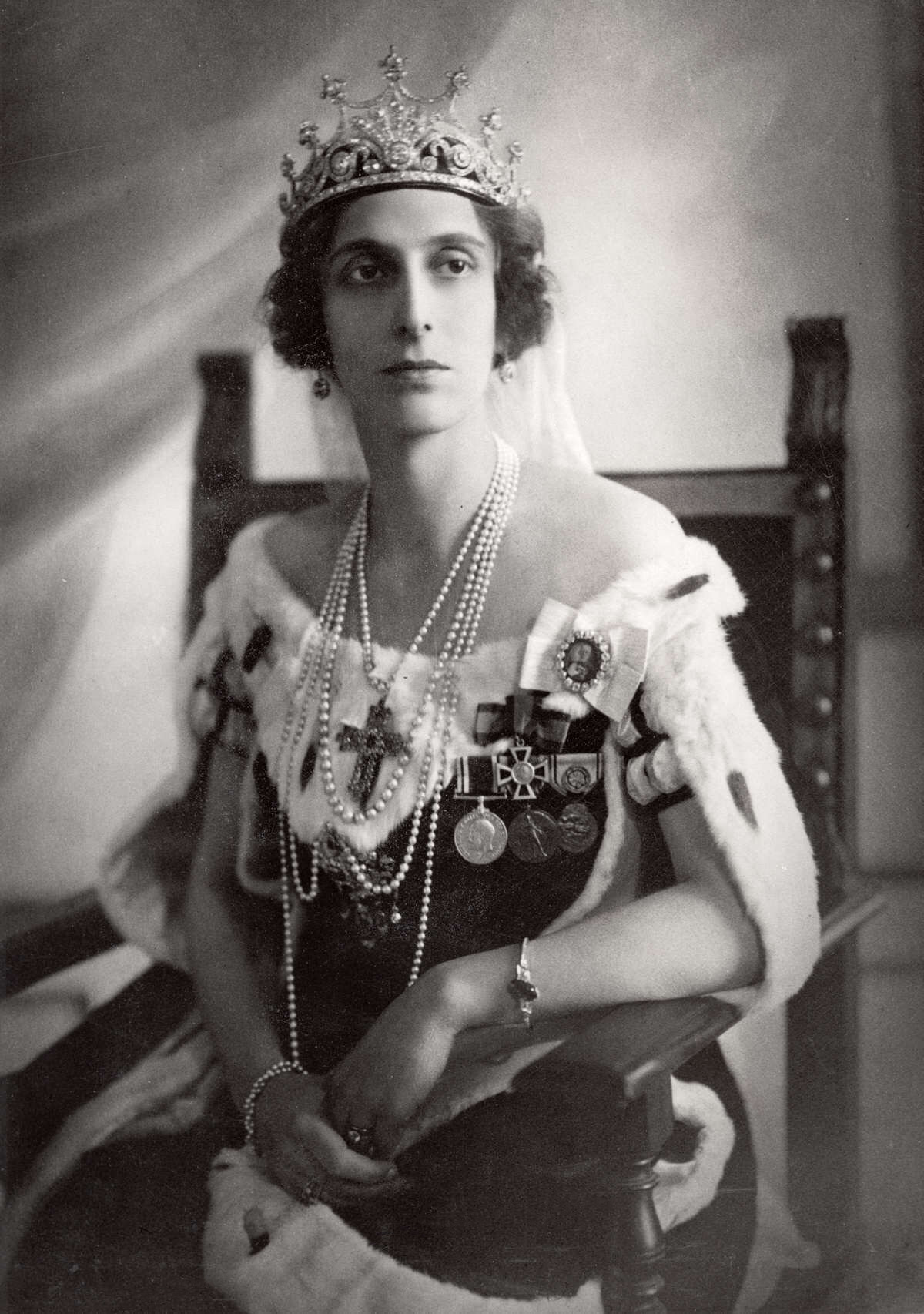
Kronprinsessan Louise bär drottning Sofias diadem.
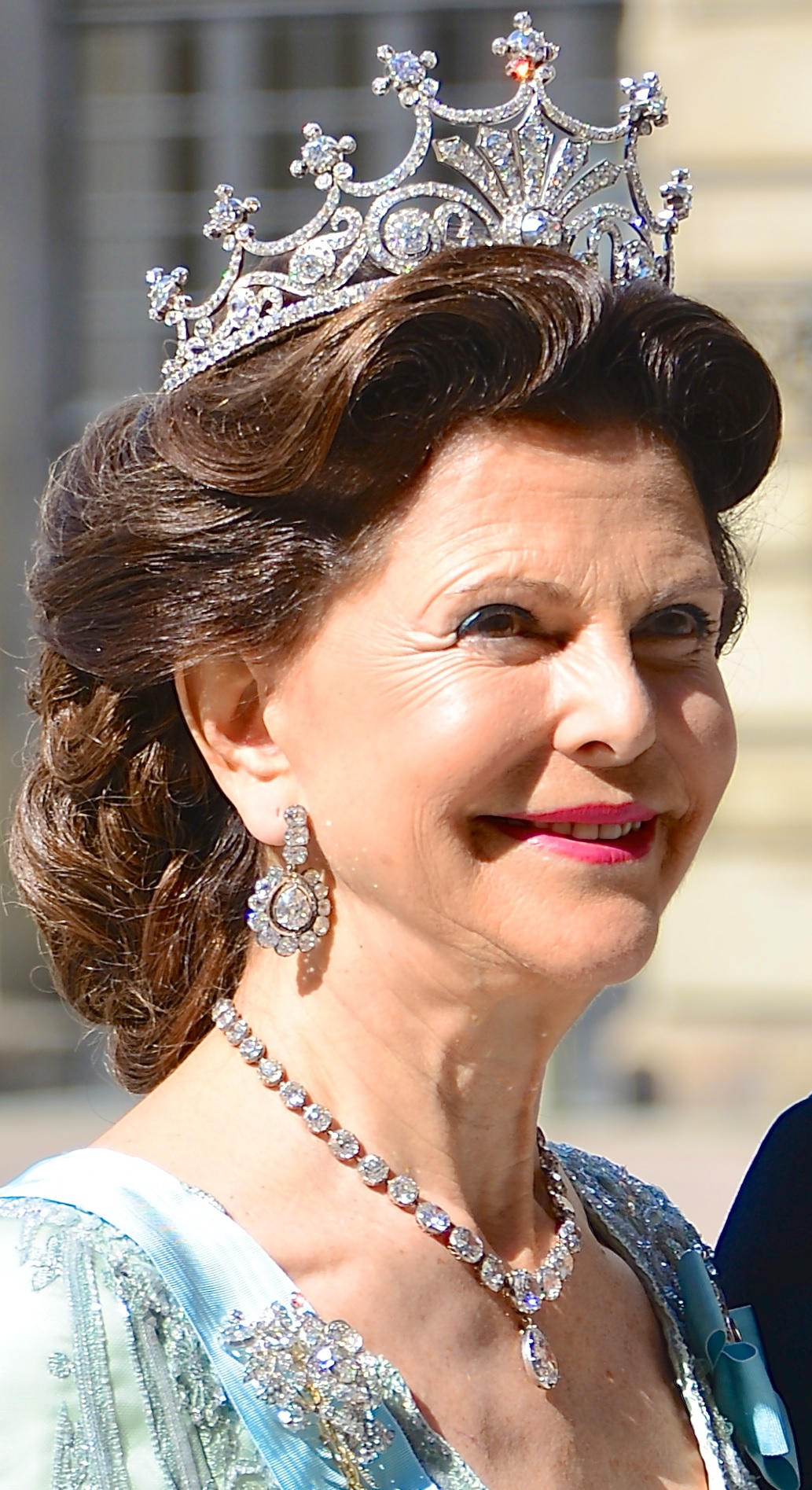
Drottning Silvia bar Drottning Sofias diadem vid prinsessan Madeleines bröllop 2013.

### Prinsessan Lilians diadem
Prinsessan Lilians diadem var tidigare ett halsband som prinsessan Margareta av Storbritannien och Irland fick av sin makes farmor drottning Sofia. Smycket gjordes av Boucheron i Paris. Materialet är silver, guld och diamanter. Designen påminner om en lagerkrans och på engelska kallas det också "Laurel wreath diadem" ('lagerkransdiademet').
Prins Bertil ärvde det efter sin mor Margareta. Redan 1972 bar Lilian, då Craig, detta diadem vid kung Gustaf VI Adolfs officiella 90-årsfirande, och senare 1976 vid kungens och Silvias bröllop. Lilian bar det aldrig som halsband. Prinsessan Lilian testamenterade diademet till dess nuvarande ägare kronprinsessan Victoria.
Kronprinsessan Victoria bar prinsessan Lilians diadem, då prinsessan Madeleine gifte sig 2013.

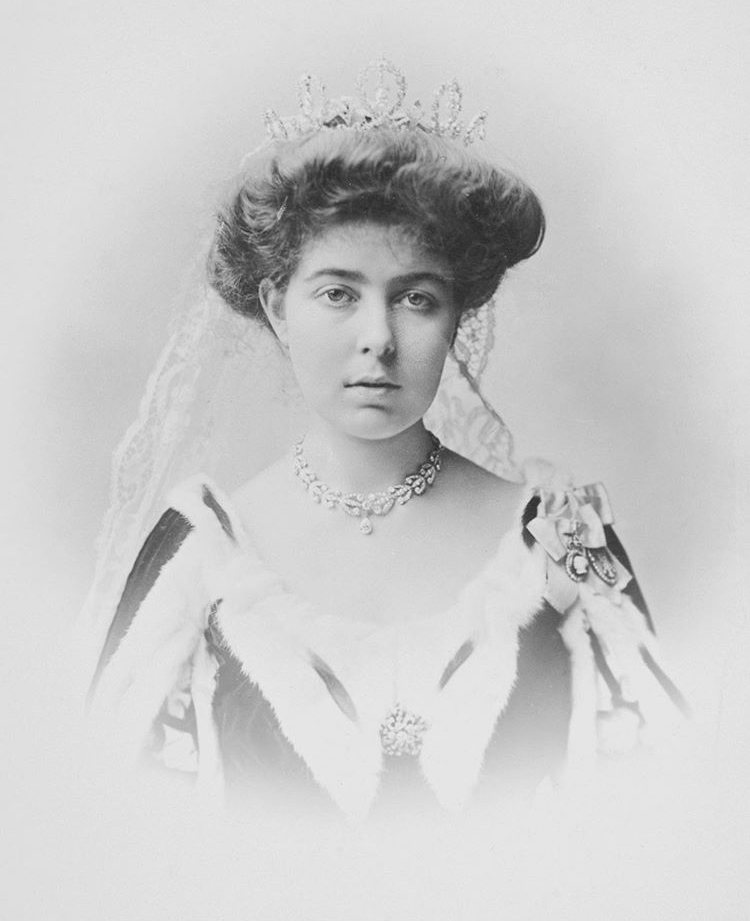
Kronprinsessan Margareta bär prinsessan Lilians diadem som halsband och prinsessan Sibyllas diadem.
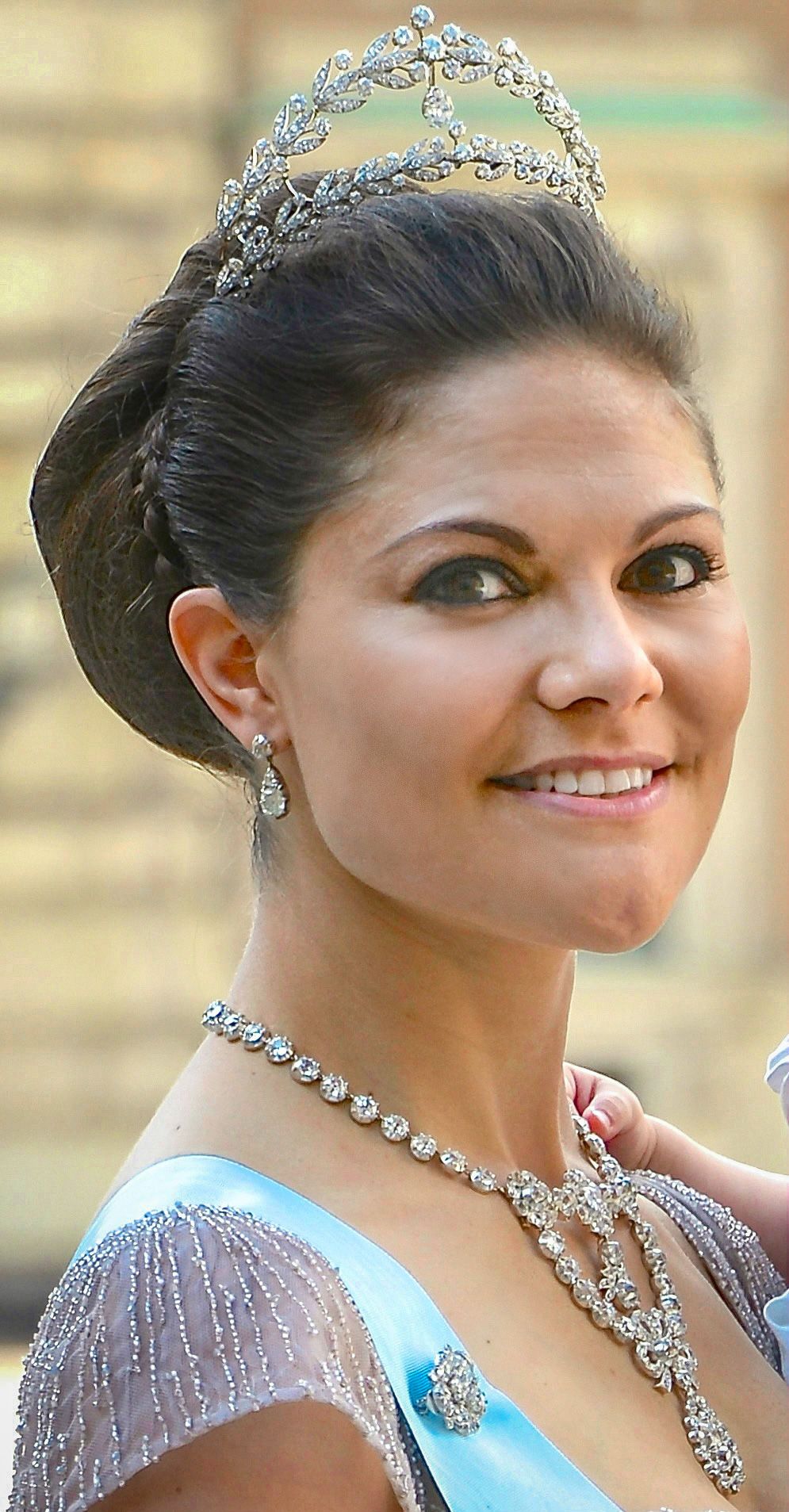
Kronprinsessan Victoria bär prinsessan Lilians diadem, som diadem, samt Drottning Josefinas diamantcorsage som halsband.

### Prinsessan Sibyllas diadem
Smycket är gjort av briljanter och utformade som fem blomsterkransar. I vardera krans sitter en diamantkläpp och mellan varje krans sitter en diamantrosett med en blomma. Prinsessan Sibyllas diadem kan konverteras till ett halsband i diademets originalform eller så kan man sätta de fem briljantkläpparna i ett smalt halsband. 
Diademet kom till Sverige med prinsessan Margareta av Storbritannien och Irland då hon gifte sig med den svenske prinsen Gustaf Adolf 1905. Diademet tillverkades 1904 hos den brittiske hovjuveleraren Garrard & Co och var en bröllopsgåva från kronprinsessans föräldrar, hertigparet av Connaught. Att det kallas Sibyllas diadem beror på att prinsessan var förtjust i det och bar det vid flera tillfällen.
Prinsessan Christina bar diademet som brudkrona 1974. Detta diadem var det första diadem som drottning Silvia bar vilket hon gjorde kvällen före bröllopet 1976.
Prinsessan Madeleine har burit diademet som halsband i den lilla versionen med de fem briljantkläpparna. Vid sin systers bröllop 2010 bar hon det för första gången som diadem. Likaså har kronprinsessan Victoria burit det vid prinsbröllopet i Danmark 2008 som ett halsband med endast kläpparna. Drottningen har burit det som halsband vid ett tillfälle på 1980-talet, sedan dess har det endast använts som diadem eller i enkel form som halsband.
Vid prinsessan Madeleines bröllop 2013 bar prinsessan Birgitta prinsessan Sibyllas diadem.
Kläpparna som används till det enklare halsbandet kan också bäras som örhängen, vilket prinsessan Madeleine gjorde på prinsessan Estelles dop.
Kronprinsessan Victoria bar Prinsessan Sibyllas diadem vid Nobelbanketten 2015 och 2018, samt vid prins Carl Philips bröllop 2015.
Drottning Silvia bar Prinsessan Sibyllas diadem vid Nobelbanketten första gången 1977, sedan 2003 och 2008. 

Vid Nobelbanketterna 2016 och 2024 bars diademet av Prinsessan Madeleine. 

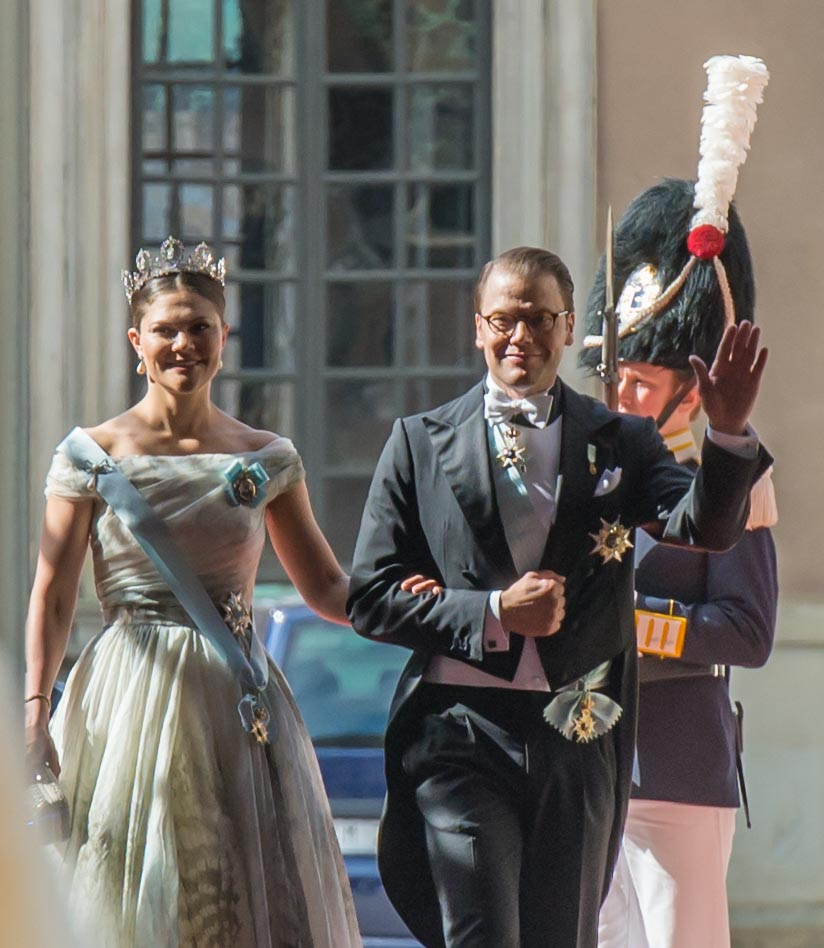
Kronprinsessan Victoria bär prinsessan Sibyllas diadem.
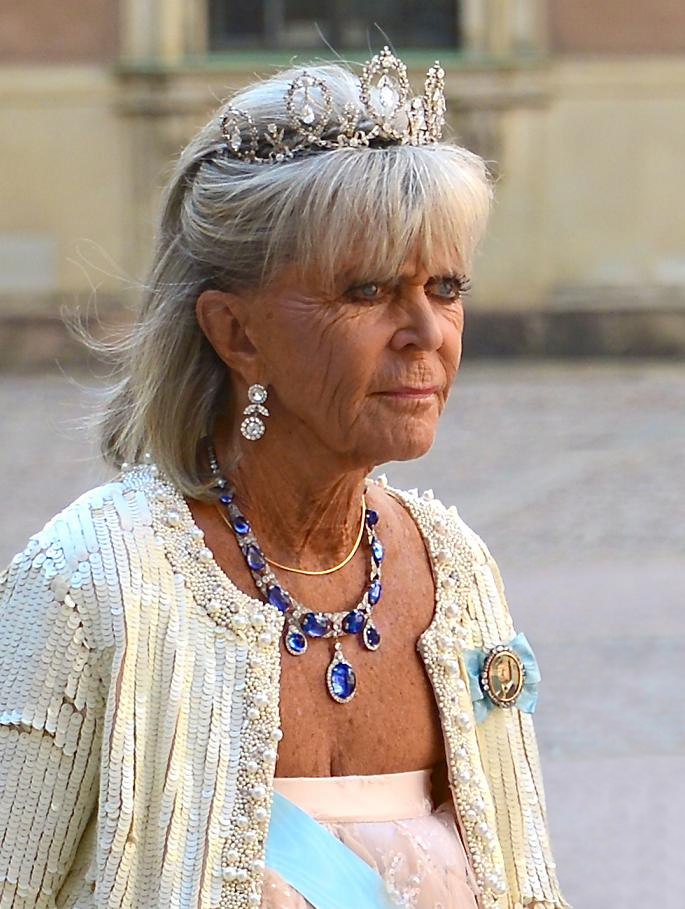
Prinsessan Birgitta med prinsessan Sibyllas diadem och prinsessan Sibyllas safirhalsband.

### Stråldiademet
Stråldiademet, gjort i diamanter, kom med Victoria av Baden till Sverige. Det var en bröllopsgåva från hennes föräldrar,  storhertigparet av Baden. Prinsessan bar smycket som ett halsband under vigselakten i hemstaden Karlsruhe 1881. Hon bar det även som ett bröstsmycke som sedan sattes i en ram för att skapa diademet. Utformningen av smycket kan härledas till att man under denna tid var förtjust i den ryska folkdräktens huvudbonad kokoshnick, i smyckessammanhang kom det att kallas stråldiadem. Det finns sådana smycken i flera andra europeiska kungahus. Diademet består av 47 strålar av diamanter där den mittersta är högst och de minskar i höjd ut mot vardera sida.
Enligt drottning Victorias testamente skall diademet i första hand bäras av landets kronprinsessa. Kronprinsessan Victoria bar diademet för första gången under det norska kronprinsparets bröllop 2001. Idag bärs det först och främst av kronprinsessan Victoria, men har tidigare delats med prinsessan Lilian. Även drottning Silvia och prinsessan Christina har burit detta diadem. Silvia bar det vid statsbesöket i Vatikanstaten 1991. På engelska kallas diademet "Baden fringe tiara". 
Vid prinsessan Madeleines bröllop 2013 bar prinsessan Margaretha, Mrs Ambler stråldiademet. Prinsessan Lilian bar det vid sin första Nobelbankett 1976 och sedan 1979, 1982, 1983 och 2004. Victoria har burit det 2001, 2005, 2006, 2008, 2014 och 2019. Stråldiademet är det diadem som flest medlemmar i den svenska kungafamiljen har burit.

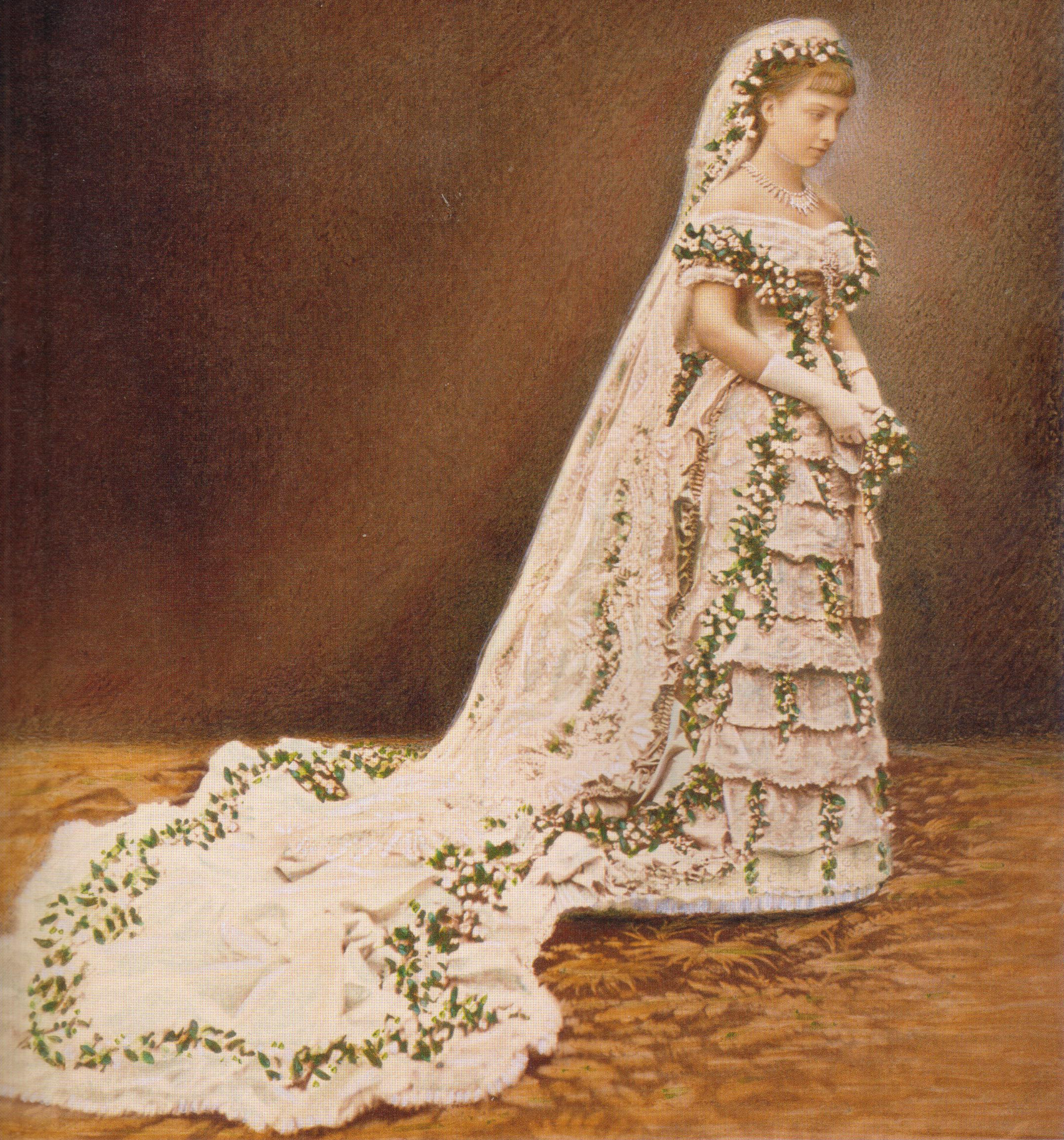
Prinsessan Victoria, Victoria av Baden, bär Stråldiademet som halsband.
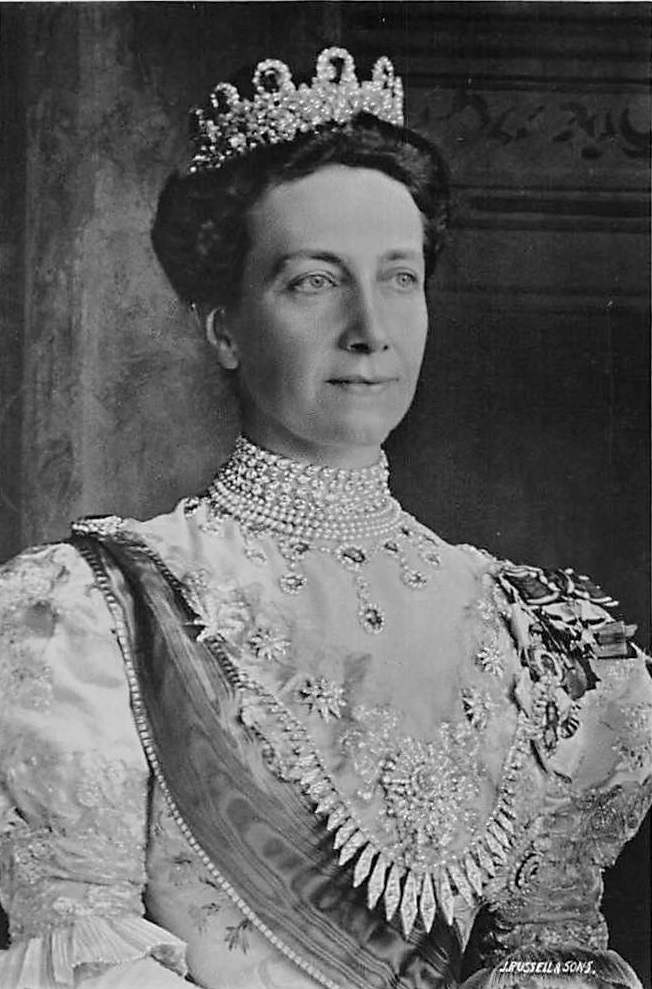
Drottning Victoria, Victoria av Baden, bär Stråldiademet som corsage tillsammans med Leuchtenbergska safirgarnityret. En stor rund diamantbrosch bärs även som corsage.
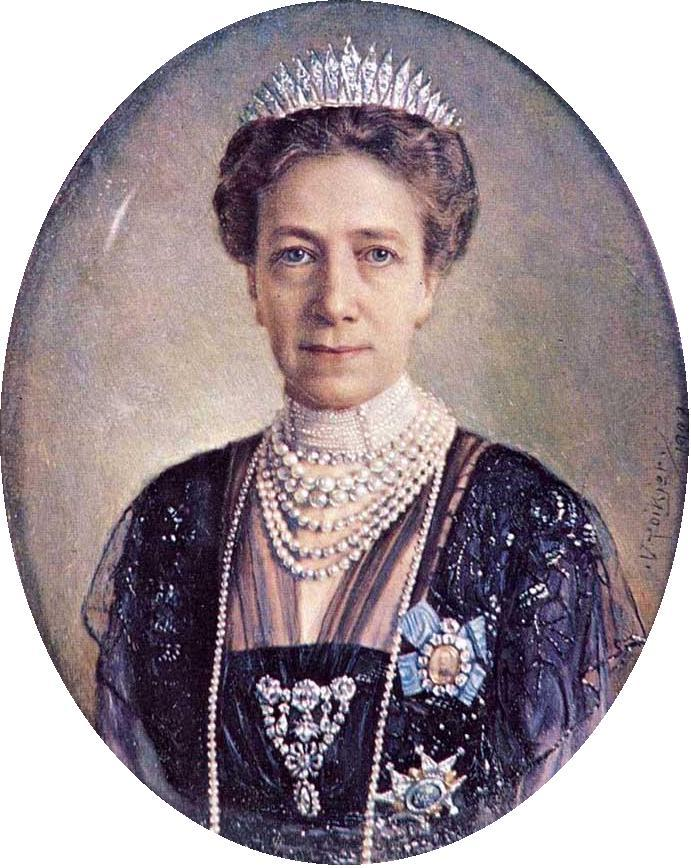
Drottning Victoria, Victoria av Baden, bär Stråldiademet samt det 13-radiga pärlhalsbandet. Hon bär även drottning Josefinas diamantcorsage.
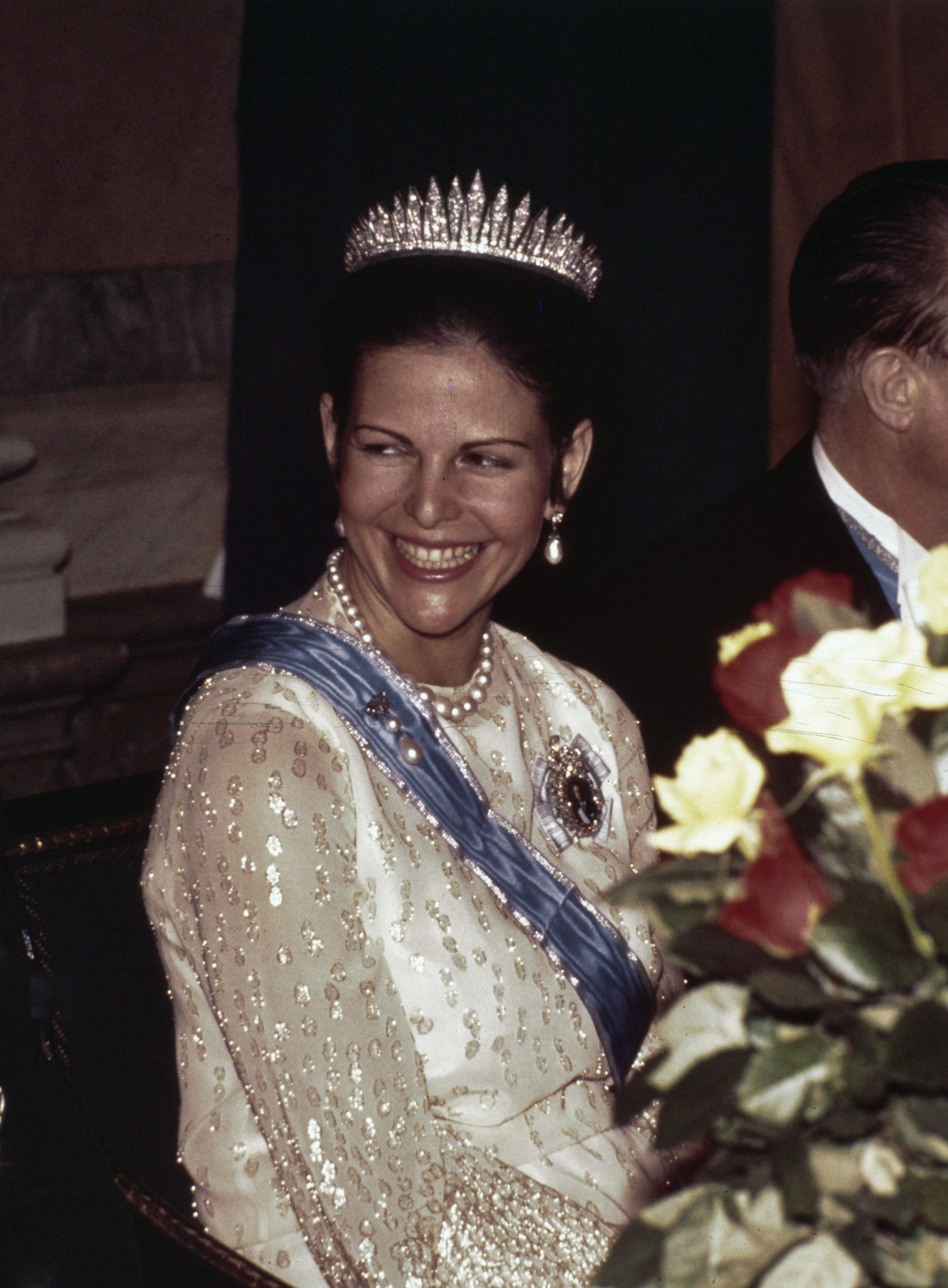
Drottning Silvia bär Stråldiademet 1977.
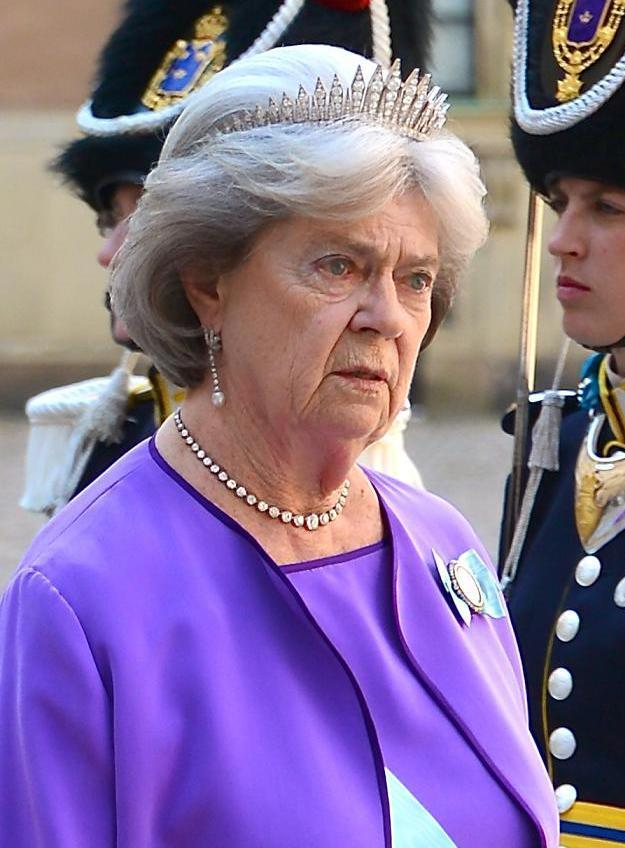
Prinsessan Margaretha med stråldiademet på prinsessan Madeleines Bröllop 2013.

### Kronprinsessan Margaretas rubindiadem

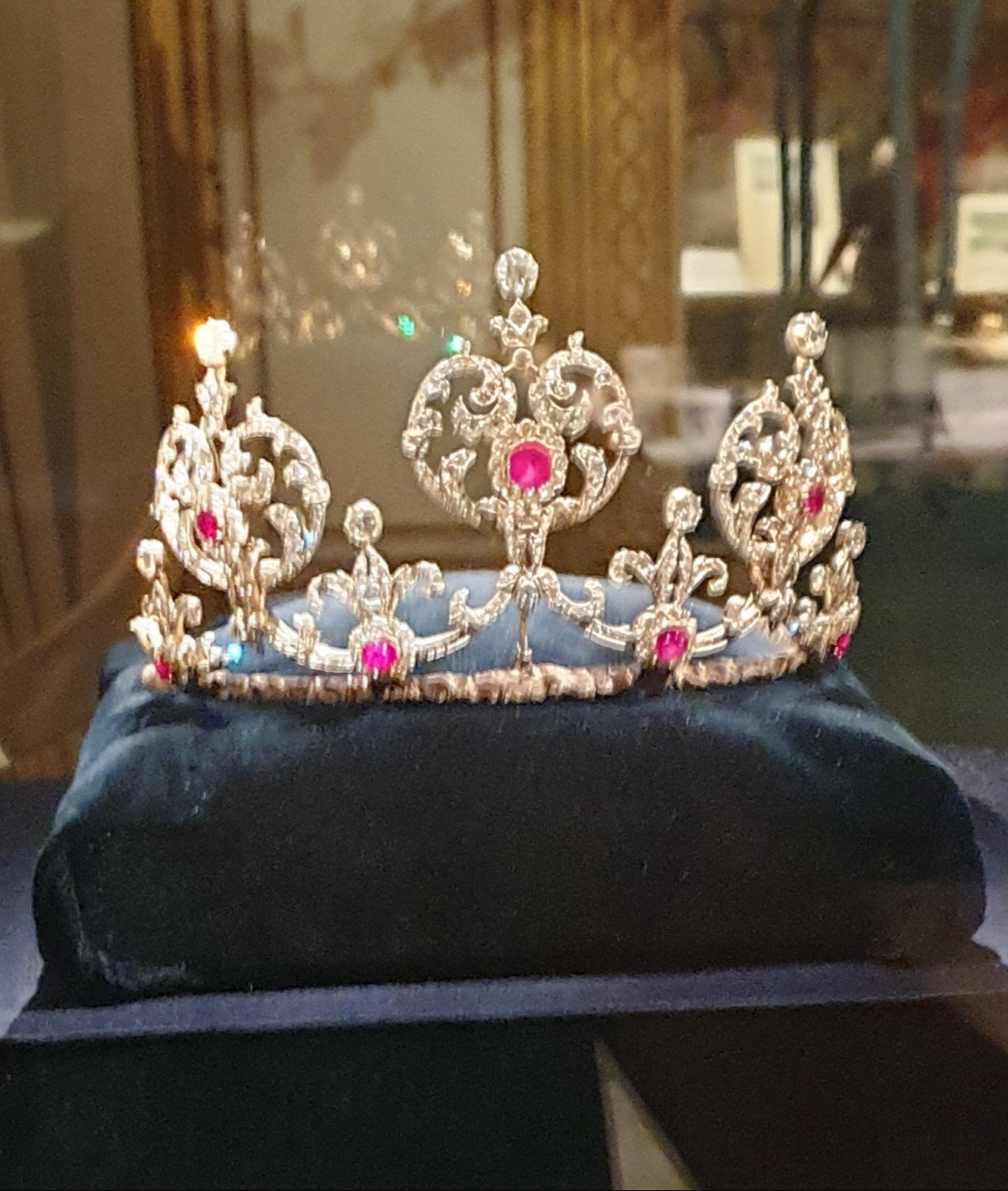
Kronprinsessan Margaretas rubindiadem

Gustav VI Adolf gifte sig med brittiska prinsessan Margareta 1905, och bruden fick då rubindiademet i gåva av sin farbror och faster, kung Edward VII och drottning Alexandra. Diademet som även kan göras om till halsband är gjort av diamanter och rubiner. Då kronprinsessan Margareta gick bort 1920 gick diademet i arv till sonen prins Sigvard. Sigvard pantsatte rubintiaran hos sin far Gustav VI Adolf som i sin tur testamenterade smycket till Sigvards son Michael. Senare sålde Michael diademet vidare till sin kusin kung Carl XVI Gustaf.
Under denna tid har Marianne Bernadotte, Sigvards hustru, burit diademet vid ett flertal tillfällen, som diadem 1983 vid drottning Elisabeths statsbesök i Sverige, som halsband vid prinsessan Désirées bröllop 1964 och vid prinsparets rubinbröllop 2001. Första gången drottning Silvia bar detta diadem var 1995 vid prinsbröllopet i Danmark. Sedan dess har drottning Silvia använt det vid några få tillfällen de senaste åren.

### Drottning Silvias stråldiadem
Diademet är ett stråldiadem som Silvia bar för första gången på mitten av 1980-talet. Smycket är gjort av briljanter och ägs privat av kungafamiljen. Drottning Silvias stråldiadem kan även bäras som halsband, vilket drottningen och prinsessorna Madeleine och Victoria gjort. Detta diadem är det andra diadem som Madeleine burit. Det första var akvamarindiademet. Silvia har aldrig använt diademet på Nobelbanketten, men prinsessan Madeleine bar det första gången på Nobelbanketten 2002 och senare 2003, 2005, 2006, 2007, 2008 och 2014. År 2009 bar hon smycket som halsband.
Prinsessan Madeleine bar drottning Silvias stråldiadem, som diadem, då hon gifte sig 2013.

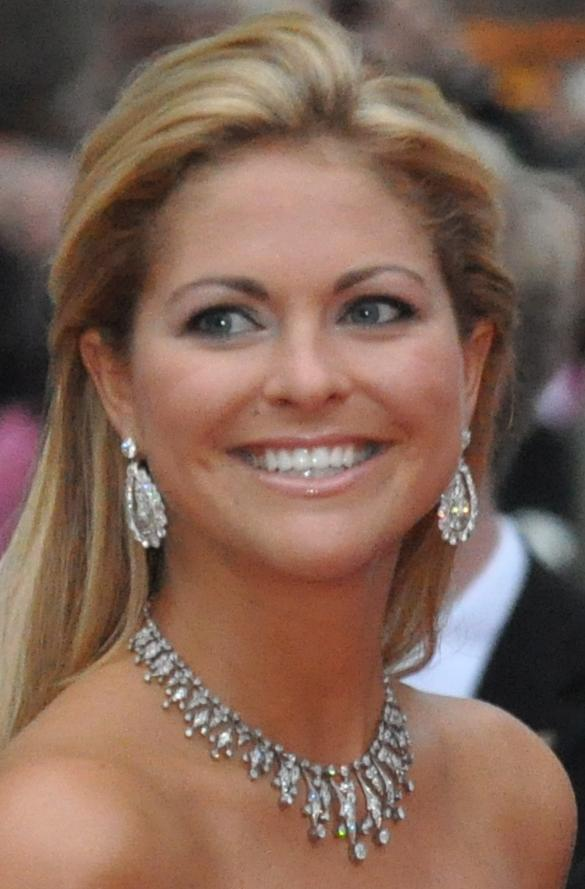
Prinsessan Madeleine bar drottning Silvias stråldiadem som halsband och Vasaörhängena 2010.
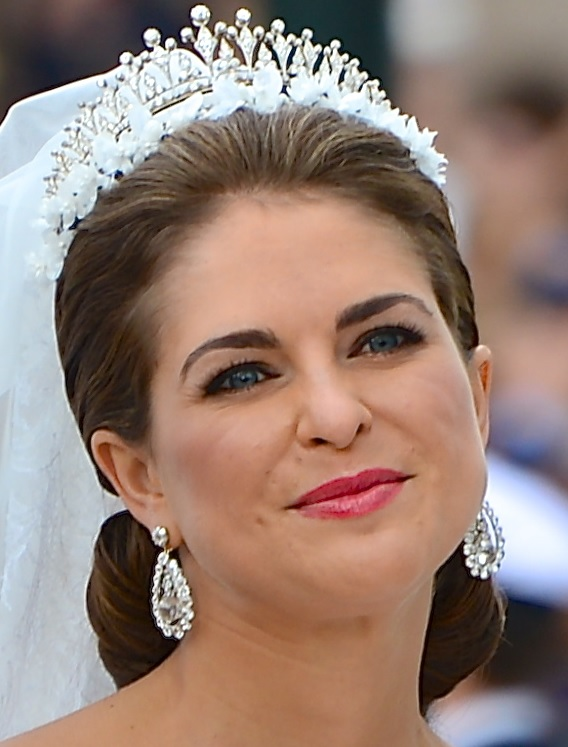
Prinsessan Madeleine bar drottning Silvias stråldiadem, som diadem, och Vasaörhängena, då hon gifte sig 2013.

### Prinsessan Madeleines akvamarindiadem
Diademet har från början tillhört drottning Louise och bars av hagaprinsessorna Désirée och Christina på 1960-talet. Diademet består av flera små diamanter samt en stor akvamarinsten och är utfört i art déco-stil. Prinsessan Madeleine bar det för första gången på Nobelbanketten 2000. Vid 70-årsfirandet av kung Carl XVI Gustaf bars det av hennes faster prinsessan Christina.

### Prinsessan Christinas diadem
Prinsessan Christina fick det på sin 18-årsdag av sin gudmor Elsa Cedergren, dotter till prins Oscar Bernadotte. Diademet är tillverkat av små diamanter och orientaliska pärlor och värderat till 350 000 kronor.
Den 18 maj 2012 blev diademet stulet av en vän till familjen som hävdar att han slängt det och de övriga stulna smyckena från Riksbron ner i Strömmen. Smycket har inte hittats, trots att man gjort flera dyk vid bron. 

### Prinsessan Birgittas diadem
Ett diadem bestående av pärlor och diamanter. Birgitta bar det vid balen före sitt bröllop 1961. Det är skapat av juveleraren Carman och var en gåva från hennes farfar, Gustaf VI Adolf. Idag ägs diademet av prinsessans dotter, som bar det vid kronprinsessans bröllop 2010.  

### Prinsessan Sibyllas akvamarindiadem

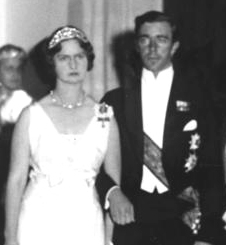
Prinsessan Sibylla bär det akvamarindiadem som fått hennes namn.

Ett diadem som användes från början av prinsessan Sibylla. Prinsessan Margaretha fick smycket som bröllopsgåva 1964. På senare år har det används av prinsessan Christina. År 2015 bar prinsessan Madeleine sin fasters diadem på Nobelbanketten, därefter även 2019. Kronprinsessan bar smycket för första gången under Nobelbanketten 2017.

### Drottning Louise diadem
Drottning Louises diadem är ett diamantdiadem i art déco som idag ägs av prinsessan Désirée men tidigare bars av drottning Louise när hon var kronprinsessa.

### Prinsessan Sofias diadem

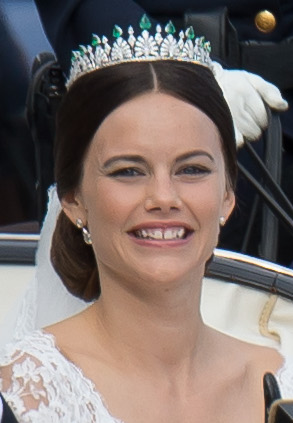
Prinsessan Sofia med sitt diadem 2015.

Ett briljantdiadem med smaragder som var en gåva till prinsessan Sofia från kung Carl XVI Gustaf och drottning Silvia till hennes bröllop då hon också bar det för första gången. Diademets smaragder kan avlägsnas, och prinsessan Sofia har burit diademet med endast diamanter vid tillfälle. Vid Nobelbanketten 2017 monterades pärlor på diademet som ersatte smaragderna, hon bar diademet på samma sätt även 2018. Vid Nobelbanketten 2019 var smaragderna istället ersatta med turkoser. Till Nobelbanketten 2022 smyckade diademet för första gången med topaser.

## Halsband

### Drottning Josefinas diamantcorsage
Förr i tiden var det vanligt med bröstsmycken, så kallade corsage, de är i regel mycket större än broscher. I det svenska kungahuset finns det ett sådant gammalt smycke bestående av diamanter och tre diamantkläppar, men de kunde antagligen ersättes med de pärlkläppar som drottning Josefinas porträtteras med. Två av kläpparna kan tas av och användas som örhängen. Corsagen kan kopplas till en diamantcollier och skapa ett halsband.
Det är ett gammalt smycke som Josefina  först porträtterades med och sedan även drottningarna Lovisa, Sofia, Victoria och  Louise. Även prinsessan Lilian bar detta  smycke, men som halsband. Silvia har burit  det som halsband vid enstaka tillfällen, senast under kungens middag för Nobelpristagare på Stockholms slott 2009.
Kronprinsessan Victoria bar halsbandet för första gången vid sin systers bröllop 8 juni 2013.

Den version som idag används som halsband saknar två diamantkläppar, dessa användes som örhängen av bland annat kronprinsessan Victoria vid dotterns Estelles dop. 

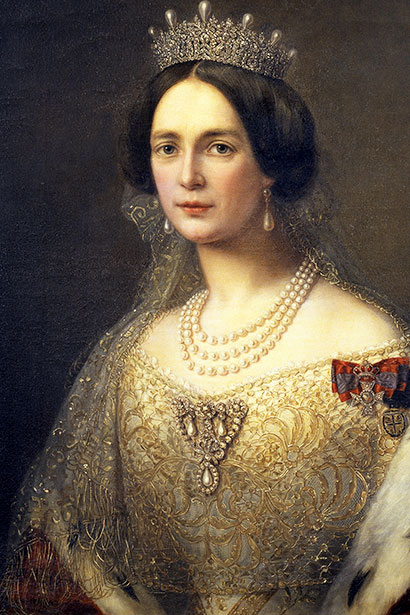
Drottning Josefina med Leuchtenberg diademet med pärlor istället för safirer. Hon bär även diamantcorsagen som idag bärs av kronprinsessan Victoria.
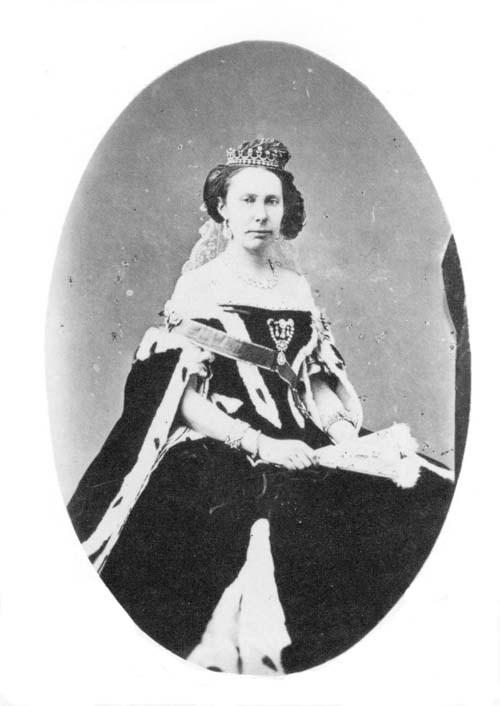
Drottning Lovisa bär drottning Josefinas diamantcorsage samt ett armband som burits av Drottning Silvia och Kronprinsessan Victoria.
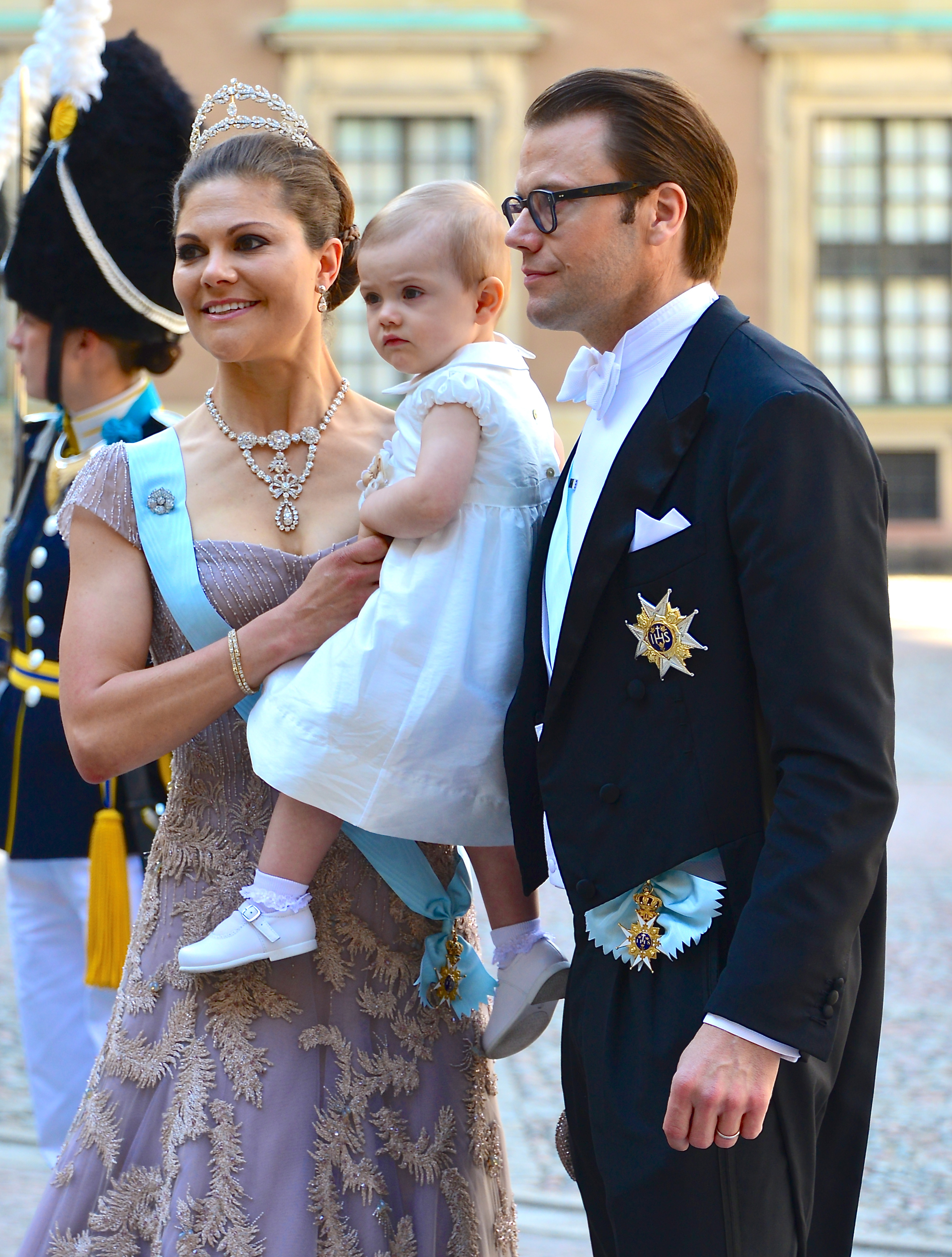
Kronprinsessan bär drottning Josefinas diamant corsage.

### Stora briljantcolliern
Colliern kommer från storhertiginnan Louise av Baden, mor till drottning Victoria. Halsbandet består av 36 briljanter infattande av guld och silver. 
Med denna collier finns en kläpp som är betydligt äldre. Den ägdes tidigare av prinsessan Sofia Albertina, syster till Gustav III. Prinsessan testamenterade kläppen till den nya kungafamiljen och drottning Josefina.

### Intågningssmycket

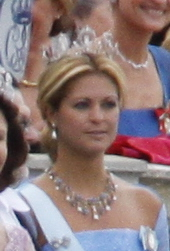
Prinsessan Madeleine med Intågningsmycket och prinsessan Sibyllas diadem.

När Victoria av Baden gifte sig i Karlsruhe 1881 hade hon ännu inte besökt Sverige. Vid kronprinsparets ankomst till Stockholm fick Sveriges nya kronprinsessa en gåva av sin nya man; ett halsband gjort av briljanter, 16 ceylonsafirer, 6 safirer och 25 barockpärlor. Det har senare kommit att kallas intågningsmycket. Halsbandet har burits av flera medlemmar ur kungafamiljen.

### 13-radiga pärlhalsbandet
När dåvarande kronprinsessan Victoria firade  silverbröllop 1906 med sin make Gustav V fick hon ett 13-radigt pärlhalsband, vilket var modernt på den tiden, av sina svärföräldrar. Halsbandet är format för att sitta tätt kring halsen och omfattar 13 rader orientaliska pärlor samt fem diamantstavar. Detta typ av halsband brukar även kallas hundhalsband ("collier de chien"). 
Prinsessan Christina bar det vid några tillfällen då hon var Sveriges "första dam" 1972–1974, Silvia har burit det vid fåtal tillfällen. Den senaste av de kungliga damerna som burit halsbandet är prinsessan Madeleine.

### Kronprinsessan Margaretas halsband

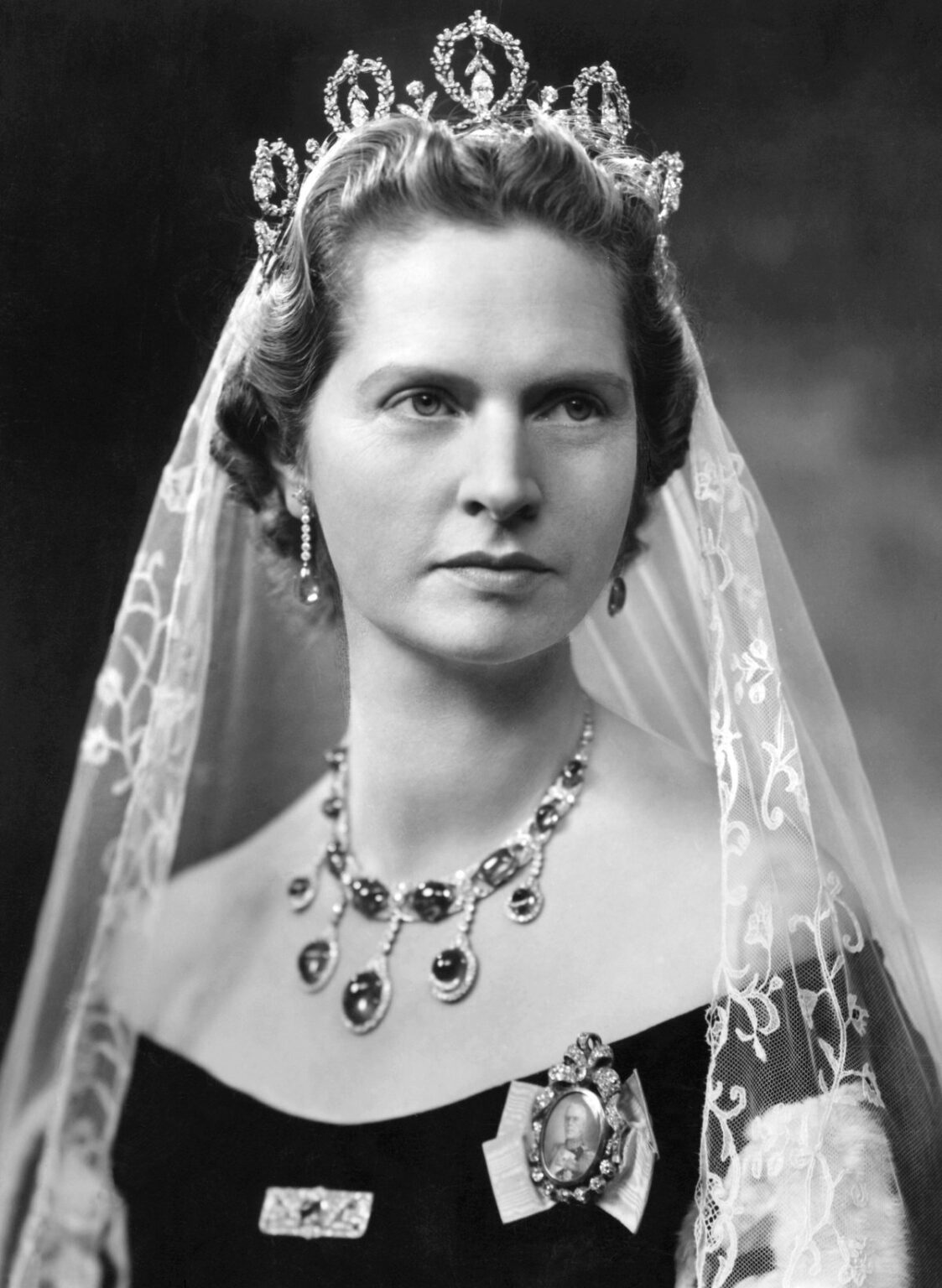
Prinsessan Sibylla bär Safirhalsbandet och prinsessan Sibyllas diadem.

Halsbandet var en bröllopsgåva från Gustav V och hans gemål Victoria av Baden till deras blivande svärdotter kronprinsessan Margareta. Halsbandet består av rubiner, safirer, diamanter och pärlor i en slags "egyptisk stil", med skarabéer, då prinsessan Margareta och Gustaf VI Adolf träffades i Kairo. Smycket skapades av juveleraren Koch i Frankfurt am Main 1905. Prins Bertil ärvde halsbandet från sin mor och det bars vid flera tillfällen av prinsessan Lilian. Halsbandet testamenterades till drottning Silvia.

### Prinsessan Sibyllas safirhalsband

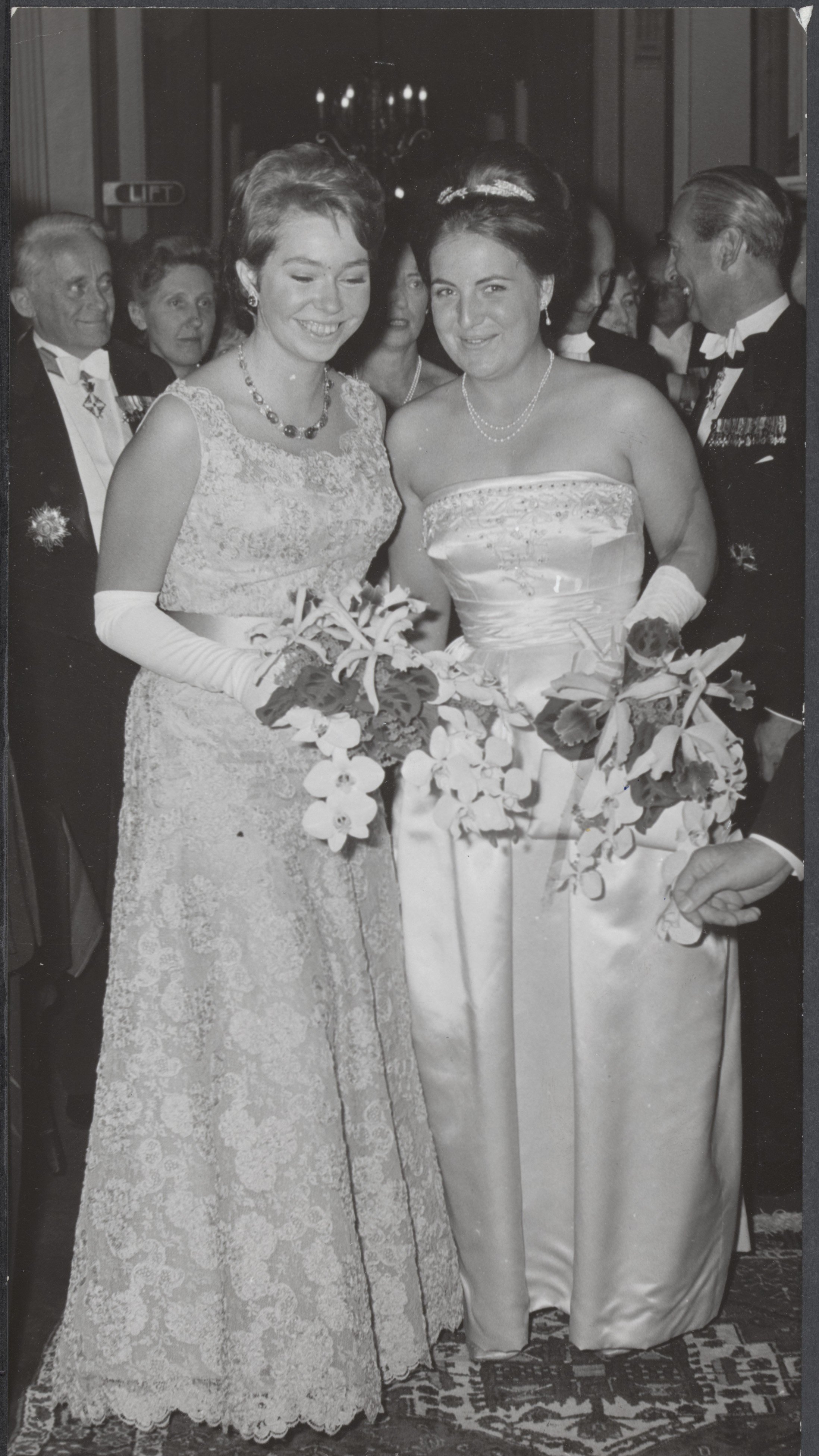
Prinsessan Christina med Prinsessan Sibyllas Safirhalsband

Bröllopspresent till prinsessan Sibylla 1932 från extsar Ferdinand I av Bulgarien. Halsbandet består av diamanter och safirer. Idag ägs det av prinsessan Birgitta som ärvde halsbandet av sin mor 1972. Halsbandet har även burits av prinsessan Christina 1964 utan kläpparna.  

## Armband

### Hertiginnan av Albanys safirarmband
Safirarmbandet kan spåras till Hertiginnan av Albany och bars ofta av Prinsessan Sibylla. Kronprinsessan Victoria bar armbandet för första gången vid Kung Charles III:s kröning i maj 2023. Det hade då inte burits sedan Sibylla avled 1972.

## Örhängen

### Stora briljantörhängena
Örhängena från Karl XIV Johans smyckefideikommiss består av en stor briljantdroppe som är omgiven av en mindre krans av briljanter och ytterligare en större med stora briljanter. Den första drottning som bar dessa var drottning Lovisa, gift med Karl XV. De används än idag av drottningen.

### Vasaörhängena
Ett par briljantörhängen som har formen av en droppformad krans med ett hänge i format som ett klot med ett briljantfäste. De är bland de äldsta i smyckessamlingen med anor från 1700-talets slut. De kommer troligtvis från Gustav IV Adolfs fru Fredrika av Baden. När paret blev landsförvisade 1809 tog de med sig en del smycken som sedan gick i arv till äldste sonen Gustaf och senare till hans dotter Carola som var gift med kung Albert av Sachsen. 
När Victoria av Baden gifte sig med Gustaf 1881 fick hon örhängena som bröllopsgåva av drottning Carola. Örhängena kan bäras utan hänget dvs. så att kransen är tom. Idag bärs de av drottning Silvia, kronprinsessan Victoria och prinsessan Madeleine.
Prinsessan Madeleine bar Vasaörhängena, då hon gifte sig 2013.

### Epålettörhängen

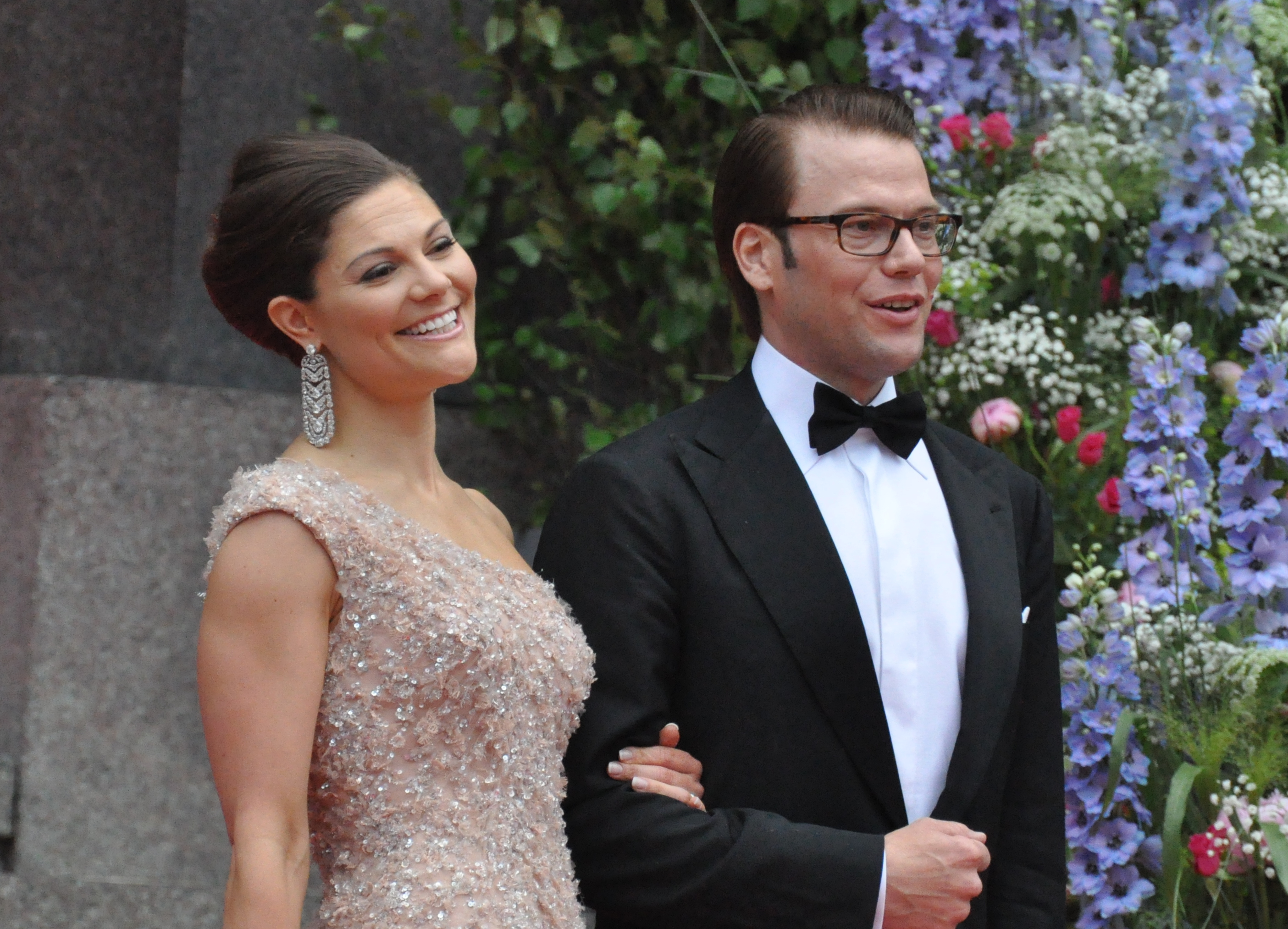
Kronprinsessan med epålettörhängen.

Dessa örhängen bars av kronprinsessan Victoria vid konserten före bröllopet 18 juni 2010. Epålett betyder axelsmycke och är en del av vissa uniformer. Namnet Epålett-örhängen publicerades för första gången 11 december 2011 då Victoria bar dem för andra gången. Vid Kung Carl XVI Gustafs 70-årsfirande bar Prinsessan Madeleine örhängena.

## Broscher

### Drottning Josefinas brosch
En av de äldsta bilddokumenterade broscherna är en som bars av drottning Josefina. Det är en blomsterbrosch, bestående av diamanter, rubiner och pärlor. Den används som både brosch och hårsmycke av kronprinsessan Victoria och drottning Silvia. Kronprinsessan Victoria har burit det som ett alternativ till ett klassiskt diadem, till vid drottning Margarethes 70-årsfest i Köpenhamn 2010 och vid kungens middag för Nobelpristagarna 2010 på Stockholms slott.

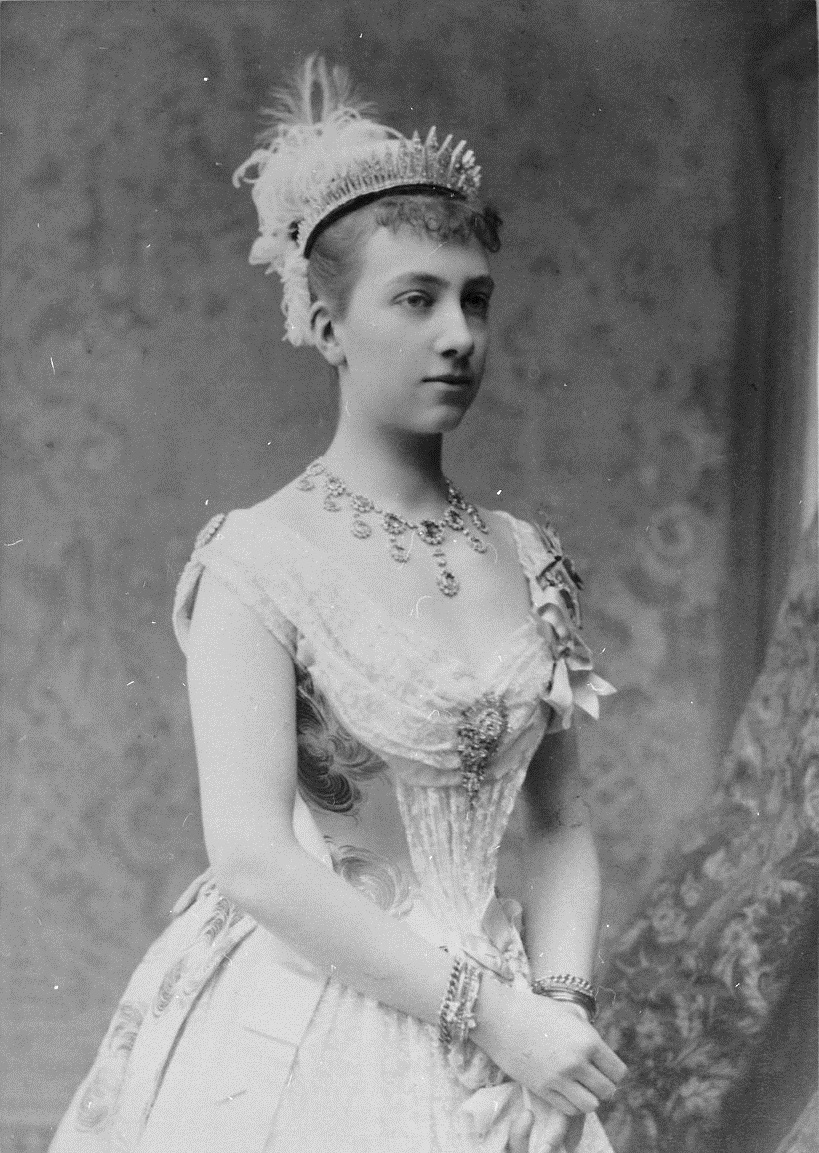
Kronprinsessan Victoria (senare drottning Victoria) bär stråldiademet och en corsagebrosch som nu bär hennes namn.

### Diamantpil
En brosch med en design likt en amorspil i diamanter, som drottning Silvia endast burit vid fåtal tillfällen. Den 18 juni 2010, kvällen innan bröllopet mellan kronprinsessan Victoria och prins Daniel, bar kronprinsessan Victoria denna brosch som ett hårsmycke. Den äldsta bildnoteringen av smycket är så sent som 1953, då det bars av prinsessan Sibylla under Nobelceremonin, men den är troligtvis äldre än så.

### Lilians diamantbrosch
Lilians diamantbrosch är en liten brosch av diamanter utformad som en blomma, som kronprinsessan Victoria fått i present av prinsessan Lilian. Victoria bar broschen vid medieträffen i samband med sin förlovning. Vid det turkiska statsbesöket dagen efter att prinsessan Lilian avlidit bar Victoria broschen vid lunchen samt galamiddagen under kvällen.

### Drottning Victorias corsagebrosch
Den stora runda broschen har burits av drottning Victoria som ett corsagesmycke. Det har inte sedan Victorias tid dokumenterats att broschen burits av någon annan kunglighet. Smycket bars för första  gången av drottning Silvia vid statsbesöket till Tyskland 2016.    

## Arv från Baden
Några få smyckesarv i det svenska kungahuset kommer från Louise av Preussen, drottning Victorias mor.

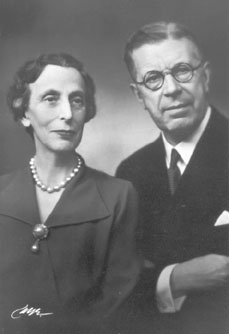
Drottning Louise med pärlbroschen från Baden.

### Pärlbroschen
Pärlbroschen är en brosch med en pärla i mitten och diamanter satta runt pärlan. Till broschen finns även ett pärlhänge. På ett porträtt av storhertiginnan Louise kan man se broschen, detta smycke återfinns sedan på foton och porträtt av drottning Victoria och drottning Louise och bärs nu vid enstaka tillfällen av drottning Silvia.

### Lilla pärlbroschen

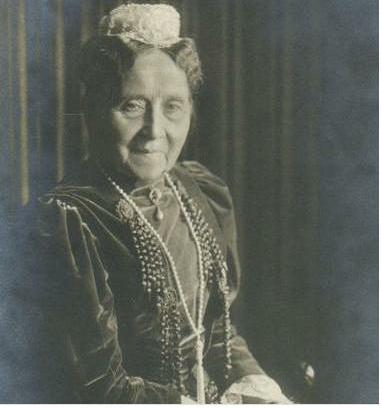
Storhertiginnan av Baden med den lilla pärlbroschen.

Lilla Pärlbroschen är något mindre och mer nätt är Pärlbroschen. Den bärs ofta bärs av drottning Silvia. Även denna har ett pärlhänge.

## Övriga smycken

### Briljantkors
Detta smycke består av 20 större briljanter format i ett kristet kors och kan fanns i Karl Johans fideikommiss. Det finns inte dokumenterat att det burits innan drottning Silvia bar det vid Nobelbanketten 1976 och senast hon bar det, var vid Nobelbanketten 2007.

## Bernadotte-smycken i andra kungahus
Det finns smycken som har funnits i den svenska kungafamiljens ägo men som på grund av giftermål eller arv nu finns i andra kungahus i Europa, framför allt i Danmark (via Louise av Sverige som ärvde sin mors alla smycken) och Norge.

### Norge
Det finns flera smycken inom den norska kungafamiljen som kan knytas till den svenska kungliga smyckeshistorian. Det gäller  bland annat smaragdgarnityret och diamantdiademet. 

#### Smaragdgarnityret
Smaragdgarnityret är ännu ett arv från Napoleons första maka, kejsarinnan Joséphine de Beauharnais. Diademet är gjort av den franske hovjuveleraren Bapst i Paris i början av 1800-talet och ingår i idag i ett garnityr bestående av diadem, halsband, örhängen och en brosch. 
Det har tillhört drottning Josefina av Sverige och drottning Sofia av Sverige och Norge som i sitt testamente 1913 gav smaragderna till prinsessan Ingeborg. När Ingeborgs dotter Märtha av Norge gifte sig med kronprins Olav 1929 fick hon med sig garnityret till Norge. Diademet bars sedan av prinsessan Astrid av Norge då hon var landets första dam tills Sonja, nuvarande drottningen av Norge, gifte sig med kronprins Harald 1968 och sedan dess är Sonja den enda som burit garnityret. 
Diademet har hon burit till tre tronföljares bröllop, till sonen och kronprinsen av Norges bröllop 2001, kronprins Frederik av Danmarks 2004 och kronprinsessan Victorias 2010.
Dessutom har det burits vid två solenna tillfällen i London, 1910 vid kröningen av Georg V av England av kronprinsessan Margareta (som fick låna det av sin mans farmor) och 1937 vid kröningen av Georg VI av England av kronprinsessan Märtha av Norge.

#### Diamantdiademet
Ett diadem som återfinns i norska kungafamiljen har en gång burits av drottning Josefina. Ett diamantdiadem som lämnade svenska kungafamiljen som arv till drottning Josefinas barnbarn Louise av Sverige som blev drottning av Danmark. Till Norge kom diademet via Louise barnbarn Håkon VII som blev kung av Norge. Diademet har sedan burits av drottning Maud, Kronprinsessan Märtha och Prinsessan Astrid (som Norges första dam) och nu av drottning Sonja.

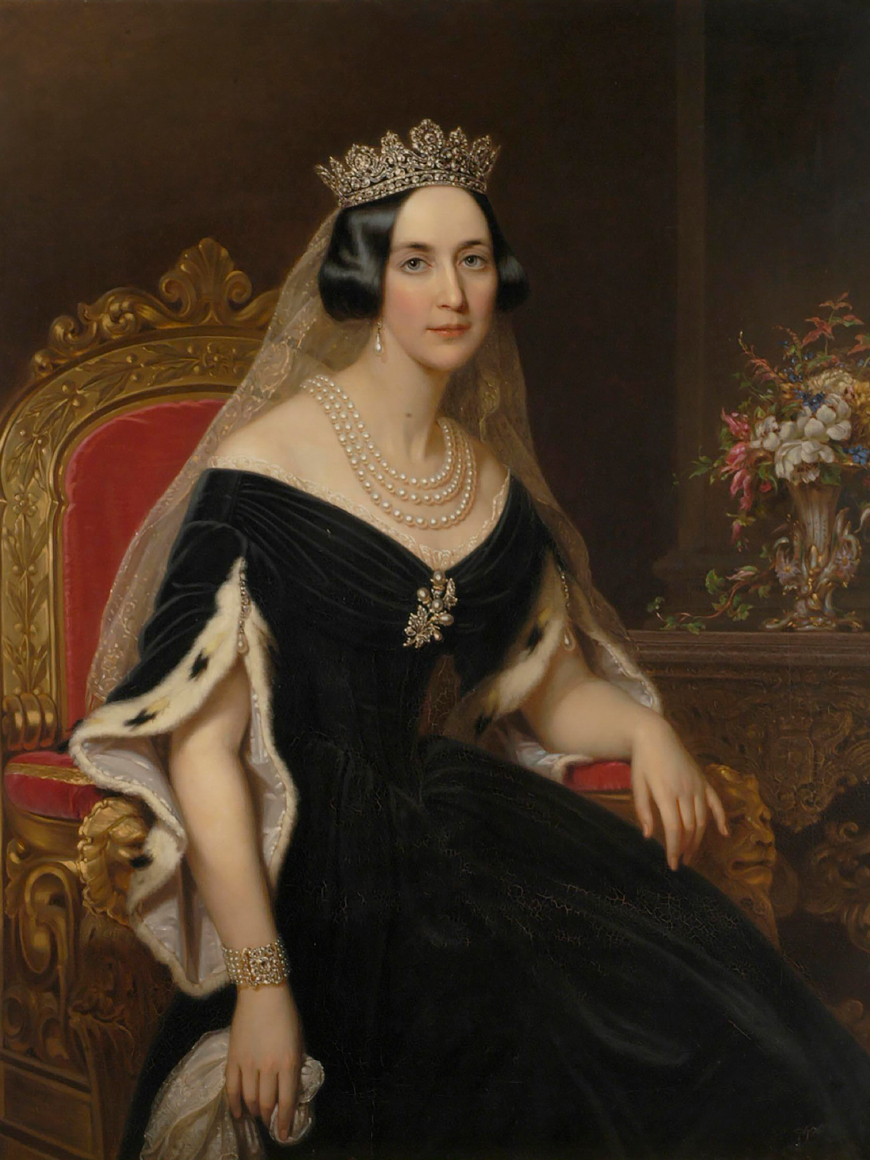
Josefina bär diamant diademet som idag återfinns i Norska kungafamiljen samt Drottning Josefina diamant-, rubin- och pärlbrosch som använts flitigt i det svenska kungahuset.

## Bernadotte-smycken utanför kungafamiljerna
Genom åren har en del smycken lämnat den svenska kungafamiljen på olika sätt och hamnat i privata samlingar.

### Drottning Sofias rosa topasdiadem
Ett diadem av diamanter och rosa topaser har burits av drottning Sofia. Diademet gick vidare i arv till hennes son Oscar Bernadotte. Den senaste personen som det finns bevis på har burit diademet är Estelle Bernadotte, Folke Bernadottes fru.

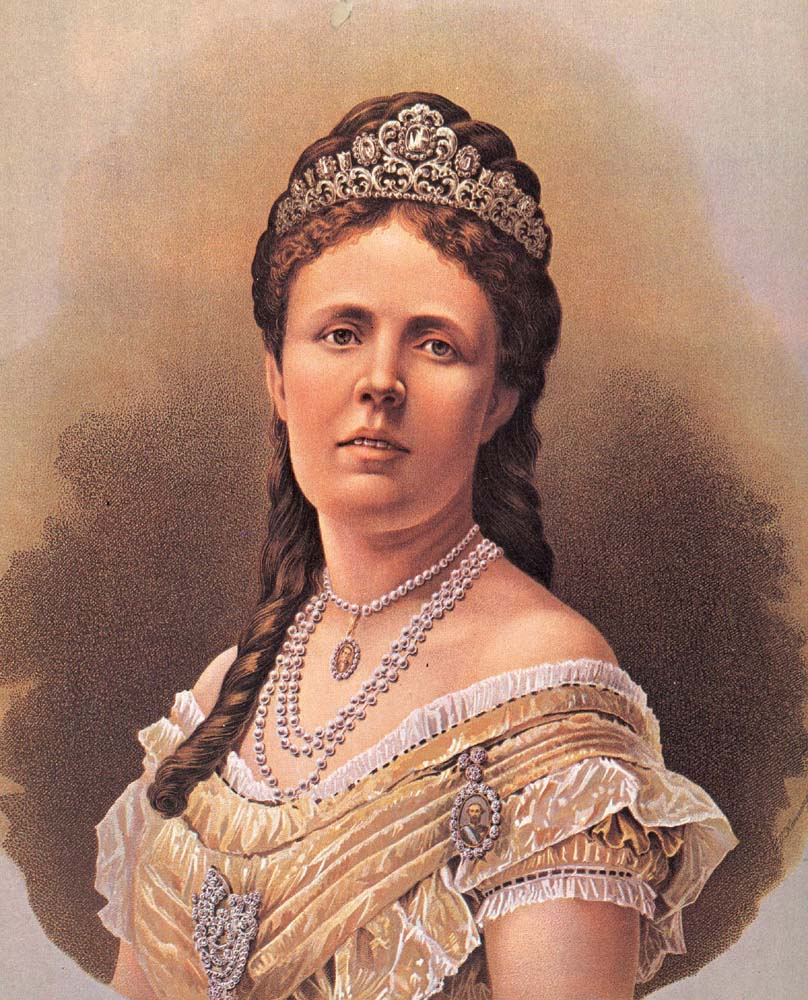
Drottning Sofia bär ett diamant diadem med topaser.

### Drottning Josefinas pärlhalsband med pärlkläppar
Halsbandet har en gång tillhört drottning Josefina som ärvde det av sin mor Prinsessan Augusta av Bayern, hertiginnan av Leuchtenberg som i sin tur antagligen fick smycken av sin svärmor Joséphine de Beauharnais. Halsbandet gick i arv senare till Oscar Bernadotte, tidigare prins av Sverige och Norge samt hertig av Gotland. Hans fru Ebba Bernadotte har fotograferats med halsbandet.

Halsbandet, som för länge sedan lämnat den svenska kungafamiljen, har sålts på auktion två gånger, Sotherby's auktion i Genève november 2014 och senast är på Sotherby's auktion i Hong Kong 2021.

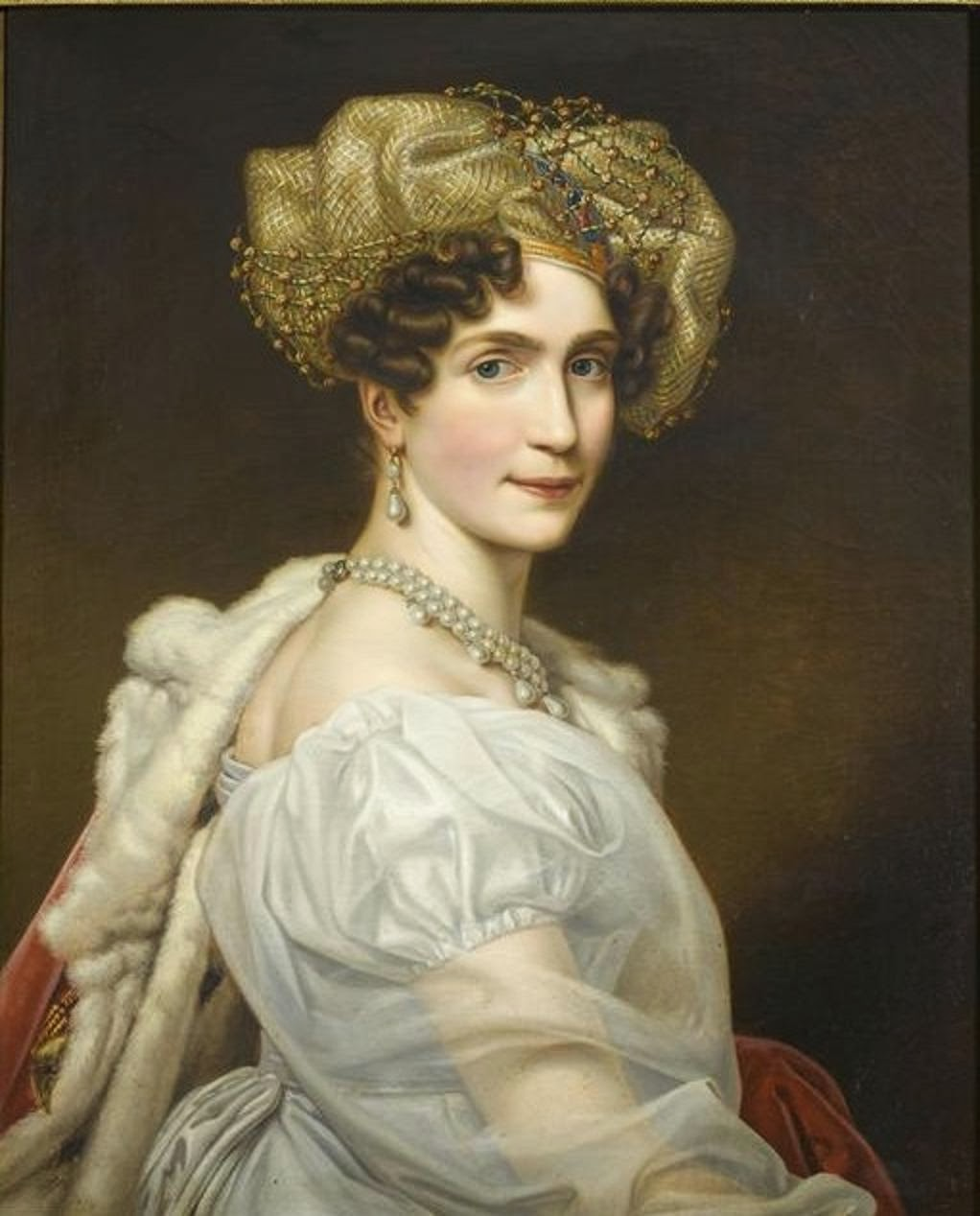
Prinsessan Augusta av Bayern med pärlhalsbandet hennes dotter senare ärvde.
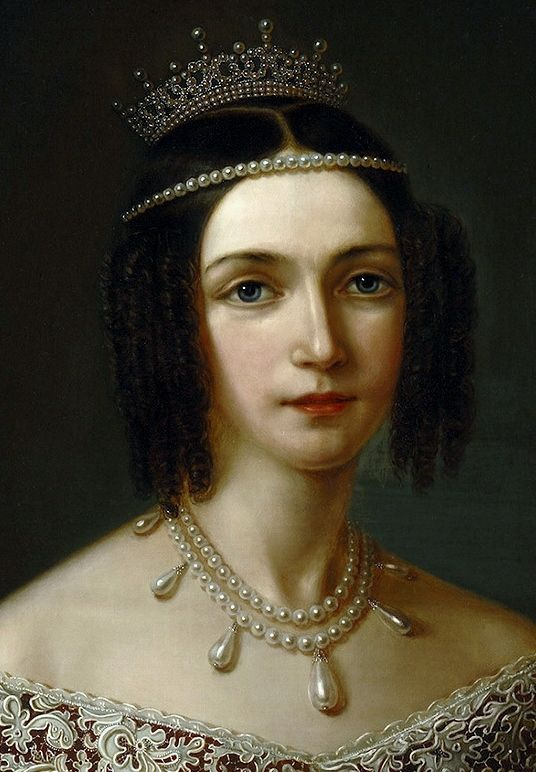
Drottning Josefina bär det pärlhalsband som senare lämnade svenska kungafamiljen.
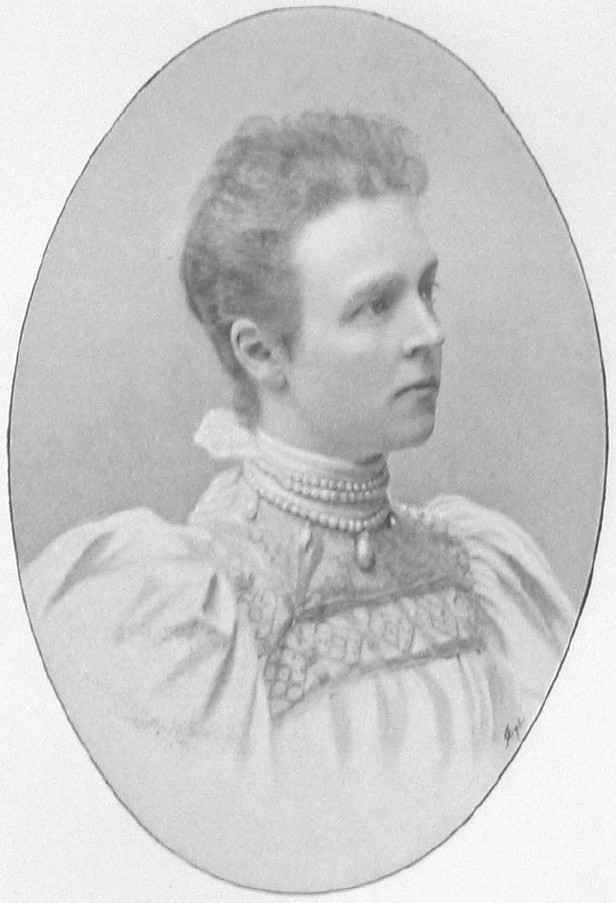
Ebba Bernadotte bär pärlhalsbandet med pärlkläppar.

## Kungliga smycken vid Statsbesök
Granskat och summerat vilka smycken som användes enligt officiella foton tagna vid statsbesökstillfället
| År och dag            | Besök i Sverige  | Besök utomlands | Drottning Silvia                                                                                     | Kronprinsessan Victoria | Prinsessan Sofia                                     |
| --------------------- | ---------------- | --------------- | --- | --- | ---------------------------------------------------- |
| 2019 - 14–15 juni     | Republiken Korea |                 | Leuchtenbergska diademet och brosch - diamant collier                                                | Stråldiademet | Prinsessan Sofias diadem med pärlor - pärlörhängen - |
| 2021 - 7–9 september  | Tyskland         |                 | Drottning Sofias diadem - Bernadotteska smaragdsetet (för första gången bars 2 kläppar som örhängen) | Prinsessan Sibyllas diadem - mindre diamant collier - blomsterdiamant örhängen - rund diamant och rubin brosch - diamant och rubin armband. |                                                      |
| 2021 - 24-25 november | Spanien          |                 | Joséphine de Beauharnais kamégarnityr                                                                | Prinsessan Sibyllas Akvamarindiadem | Prinsessan Sofias diadem med pärlor                  |

## Kungliga smycken vid Nobel
Granskat och summerat vilka smycken som användes enligt officiella foton tagna vid nobel den10 december varje år.
| År   | Drottning Louise                         | Prinsessan Sibylla         | Prinsessan Christina                                    | Prinsessan Désirée      |
| ---- | ---------------------------------------- | -------------------------- | ------------------------------------------------------- | ----------------------- |
| 1937 |                                          | Prinsessan Sibyllas diadem |                                                         |                         |
| 1945 |                                          | Prinsessan Sibyllas diadem |                                                         |                         |
| 1948 | Stråldiademet                            | Prinsessan Sibyllas diadem |                                                         |                         |
| 1952 | Stråldiademet - Rosa ädeltopasgarnityret |                            |                                                         |                         |
| 1953 | Leuchtenbergska safirgarnityret          |                            |                                                         |                         |
| 1954 | Stråldiademet                            |                            |                                                         |                         |
| 1957 | Stråldiademet - Intågningssmycket        |                            |                                                         |                         |
| 1959 |                                          |                            |                                                         | Drottning Louise diadem |
| 1961 |                                          |                            | Prinsessan Madeleines akvamarindiadem - diamant reviere | Fyrknappsdiademet       |
| 1963 |                                          |                            |                                                         | Drottning Louise diadem |
| 1967 |                                          | Prinsessan Sibyllas diadem | Fyrknappsdiademet                                       |                         |
| 1968 |                                          |                            | Fyrknappsdiademet - Ametistgarnityret (som halsband)    |                         |

| År   | Drottning Silvia | Prinsessan Lilian                             | Prinsessan Christina         | Prinsessan Désirée      |
| ---- | --- | --------------------------------------------- | ---------------------------- | ----------------------- |
| 1976 | Drottning Sofias diadem - Briljantcollier med Briljantkors - Stora ovala diamantbroschen - Övre delen av de brasilianska diamant örhängena        | Stråldiademet - Bernadotteska smaragdsetet    | Prinsessan Christinas diadem |                         |
| 1977 | Prinsessan Sibyllas diadem - Rosa ädeltopasgarnityret                                                                                             | Drottning Sofias diadem                       |                              |                         |
| 1978 | Leuchtenbergska safirgarnityret | Stråldiademet                                 |                              |                         |
| 1979 | Drottning Sofias diadem - Briljantcollier med Briljantkors - Stora briljantörhängena - Briljantarmband                                            |                                               |                              | Drottning Louise diadem |
| 1980 | Deltog ej | Prinsessan Lilians diadem - Intågningssmycket |                              |                         |
| 1981 | Leuchtenbergska safirgarnityret |                                               |                              |                         |
| 1982 | Drottning Sofias diadem - Stora briljantcolliern med kläpp - Inre delen av Stora briljantörhängena - Diamant rosettbrosch                         |                                               |                              |                         |
| 1983 | Drottning Sofias diadem - Rosa ädeltopasgarnityret                                                                                                |                                               |                              |                         |
| 1984 | Leuchtenbergska safirgarnityret - diamant armband                                                                                                 |                                               |                              |                         |
| 1985 | Leuchtenbergska safirgarnityret - 3 radigt diamant och safir armband                                                                              |                                               |                              |                         |
| 1986 | Ametistgarnityret |                                               |                              |                         |
| 1987 | Drottning Sofias diadem - Bernadotteska smaragdsetet - Stora briljantörhängena                                                                    | Karl Johan-diademet -                         |                              |                         |
| 1988 | Leuchtenbergska safirgarnityret |                                               |                              |                         |
| 1989 | Drottning Sofias diadem - Briljantcollier - Stora ovala diamantbroschen - Övre delen av de brasilianska diamant örhängena - diamantcollier i året |                                               |                              |                         |
| 1990 | Leuchtenbergska safirgarnityret |                                               |                              |                         |
| 1991 | Leuchtenbergska safirgarnityret |                                               |                              |                         |
| 1992 | Joséphine de Beauharnais kamégarnityr |                                               |                              |                         |
| 1993 | Leuchtenbergska safirgarnityret (ej brosch) |                                               |                              |                         |
| 1994 | Drottning Sofias diadem - Stora briljantcolliern med kläpp - Stora briljantörhängena                                                              |                                               |                              |                         |